# 도라에몽 (1979년 애니메이션)의 에피소드 목록
도라에몽(1979년 애니메이션)의 에피소드 목록에서는 TV 애니메이션 《도라에몽》의 에피소드를 목록으로 정리한다.

## 한국어판 목록
- 아래 목록은 대한민국에서 방영된 에피소드의 목록입니다. 일본에서 방영된 에피소드의 목록은 위 표를 참고하십시오.

### 1기 (2006년)
1990, 1995, 1993, 1998년도 에피소드로 구성되어 있다.
| #    | 제목                                     | 본방송일자       | 한국어판 # |
| ---- | ---------------------------------------- | ---------------- | ---------- |
| 1071 | "종이잠수함"                             | 1990년 3월 16일  | 1기 1A     |
| 1340 | "만능구름깡통"                           | 1995년 2월 24일  | 1기 1B     |
| 1072 | "원상복구액"                             | 1990년 3월 23일  | 1기 2A     |
| 1341 | "발자국 추적 스프레이"                   | 1995년 3월 3일   | 1기 2B     |
| 1073 | "무게 조절미터"                          | 1990년 3월 30일  | 1기 3A     |
| 1342 | "동면캡슐"                               | 1995년 3월 10일  | 1기 3B     |
| 1075 | "실내여행세트"                           | 1990년 4월 13일  | 1기 4A     |
| 1343 | "척척로봇"                               | 1995년 3월 17일  | 1기 4B     |
| 1076 | "무적곤충알약"                           | 1990년 4월 20일  | 1기 5A     |
| 1344 | "튕겨나는 함정"                          | 1995년 3월 24일  | 1기 5B     |
| 1077 | "엄마의 고마움"                          | 1990년 4월 27일  | 1기 6A     |
| 1346 | "거짓말 기계"                            | 1995년 4월 7일   | 1기 6B     |
| 1078 | "나만을 따르는 가스"                     | 1990년 5월 4일   | 1기 7A     |
| 1348 | "로봇이 된 집"                           | 1995년 4월 28일  | 1기 7B     |
| 1079 | "스피드 증감고글"                        | 1990년 5월 11일  | 1기 8A     |
| 1349 | "만능버섯광선"                           | 1995년 5월 5일   | 1기 8B     |
| 1080 | "대타"                                   | 1990년 5월 18일  | 1기 9A     |
| 1350 | "무인탐사로켓"                           | 1995년 5월 12일  | 1기 9B     |
| 1081 | "고층아파트 탈출작전"                    | 1990년 5월 25일  | 1기 10A    |
| 1351 | "슈퍼맨 놀이"                            | 1995년 5월 19일  | 1기 10B    |
| 1082 | "만능 클리너"                            | 1990년 6월 1일   | 1기 11A    |
| 1352 | "날씨 카드"                              | 1995년 5월 26일  | 1기 11B    |
| 1083 | "타임 권총"                              | 1990년 6월 8일   | 1기 12A    |
| 1353 | "공간 접착제"                            | 1995년 6월 2일   | 1기 12B    |
| 1084 | "진로안내"                               | 1990년 6월 15일  | 1기 13A    |
| 1354 | "보호메달"                               | 1995년 6월 9일   | 1기 13B    |
| 1085 | "마을에서 다이빙을"                      | 1990년 6월 22일  | 1기 14A    |
| 1355 | "옛날 이야기 세트"                       | 1995년 6월 16일  | 1기 14B    |
| 1086 | "관통 방석"                              | 1990년 6월 29일  | 1기 15A    |
| 1356 | "진구 타이머"                            | 1995년 6월 23일  | 1기 15B    |
| 1087 | "원한의 수건"                            | 1990년 7월 6일   | 1기 16A    |
| 1357 | "가능성예보기"                           | 1995년 6월 30일  | 1기 16B    |
| 1088 | "바뀌는 거울"                            | 1990년 7월 20일  | 1기 17A    |
| 1358 | "오빠 노릇은 힘들어"                     | 1995년 7월 7일   | 1기 17B    |
| 1089 | "잃어버린 물건을 돌아오게 하는 스프레이" | 1990년 7월 27일  | 1기 18A    |
| 1359 | "생각나게 하는 뿅망치"                   | 1995년 7월 14일  | 1기 18B    |
| 1090 | "밀폐공간 탐사기"                        | 1990년 8월 3일   | 1기 19A    |
| 1360 | "위성 리프트"                            | 1995년 7월 21일  | 1기 19B    |
| 1091 | "갚아주는 손"                            | 1990년 8월 10일  | 1기 20A    |
| 1361 | "우주에서 해수욕을!"                     | 1995년 7월 28일  | 1기 20B    |
| 1093 | "제 마음대로 달력"                       | 1990년 8월 24일  | 1기 21A    |
| 1362 | "날시 결정표"                            | 1995년 8월 4일   | 1기 21B    |
| 1094 | "실물 그림책"                            | 1990년 8월 31일  | 1기 22A    |
| 1364 | "애완동물 전화상담소"                    | 1995년 8월 18일  | 1기 22B    |
| 1095 | "동물로 변신하는 알"                     | 1990년 9월 7일   | 1기 23A    |
| 1365 | "위기의 호랑이 가면"                     | 1995년 8월 25일  | 1기 23B    |
| 1096 | "골목돌파 대작전"                        | 1990년 9월 14일  | 1기 24A    |
| 1366 | "돔형 입체 영상"                         | 1995년 9월 1일   | 1기 24B    |
| 1097 | "우주 완전 대백과"                       | 1990년 9월 21일  | 1기 25A    |
| 1367 | "타임 걸레"                              | 1995년 9월 8일   | 1기 25B    |
| 1098 | "신선간단코스"                           | 1990년 9월 28일  | 1기 26A    |
| 1368 | "이사지도"                               | 1995년 9월 22일  | 1기 26B    |
| 1100 | "정의의 사도, 순찰차"                    | 1990년 10월 19일 | 1기 27A    |
| 1369 | "면역 스프레이"                          | 1995년 10월 6일  | 1기 27B    |
| 1101 | "배지를 찾아라!"                         | 1990년 10월 26일 | 1기 28A    |
| 1370 | "요술장갑으로 복수를!"                   | 1995년 10월 13일 | 1기 28B    |
| 1102 | "식품시각화 가스"                        | 1990년 11월 2일  | 1기 29A    |
| 1371 | "과장코트"                               | 1995년 10월 20일 | 1기 29B    |
| 1103 | "펫크림"                                 | 1990년 11월 9일  | 1기 30A    |
| 1372 | "몰래카메라"                             | 1995년 10월 27일 | 1기 30B    |
| 1104 | "원료 라이트"                            | 1990년 11월 16일 | 1기 31A    |
| 1373 | "엄마는 늑대인간?"                       | 1995년 11월 3일  | 1기 31B    |
| 1105 | "무선 조종 부품"                         | 1990년 11월 23일 | 1기 32A    |
| 1374 | "신체 확대 펌프"                         | 1995년 11월 10일 | 1기 32B    |
| 1106 | "날씨집중장치"                           | 1990년 11월 30일 | 1기 33A    |
| 1375 | "편애배지"                               | 1995년 11월 17일 | 1기 33B    |
| 1107 | "무궁화 꽃이 피었다 모자"                | 1990년 12월 7일  | 1기 34A    |
| 1376 | "내가 안보일까?"                         | 1995년 11월 24일 | 1기 34B    |
| 1108 | "퉁퉁이와 퉁순이"                        | 1990년 12월 14일 | 1기 35A    |
| 1377 | "몽타쥬 양동이"                          | 1995년 12월 1일  | 1기 35B    |
| 1109 | "따라하는 점"                            | 1990년 12월 21일 | 1기 36A    |
| 1378 | "미니미니위성"                           | 1995년 12월 8일  | 1기 36B    |
| 1110 | "행복손난로"                             | 1990년 12월 28일 | 1기 37A    |
| 1379 | "만약에 폰"                              | 1995년 12월 15일 | 1기 37B    |
| 1111 | "안좋은일 미터"                          | 1991년 1월 11일  | 1기 38A    |
| 1380 | "초능력 모자"                            | 1995년 12월 22일 | 1기 38B    |
| 1112 | "예지몽으로 지구를 구하라!"              | 1991년 1월 18일  | 1기 39A    |
| 1382 | "되돌아가는 달력"                        | 1996년 1월 12일  | 1기 39B    |
| 1269 | "앙코르 100와트"                         | 1993년 10월 1일  | 1기 40A    |
| 1502 | "누구나 서핑보트"                        | 1998년 7월 3일   | 1기 40B    |
| 1503 | "추억체험 앨범"                          | 1998년 7월 10일  | 1기 41A    |
| 1504 | "하늘 정원"                              | 1998년 7월 17일  | 1기 41B    |
| 1505 | "해수욕장 세트"                          | 1998년 7월 24일  | 1기 42A    |
| 1506 | "진심거울"                               | 1998년 7월 31일  | 1기 42B    |
| 1507 | "저금통"                                 | 1998년 8월 7일   | 1기 43A    |
| 1508 | "진구 택배 영업 개시"                    | 1998년 8월 14일  | 1기 43B    |
| 1509 | "나중에 쓰는 일기"                       | 1998년 8월 21일  | 1기 44A    |
| 1510 | "미스터 분위기"                          | 1998년 8월 28일  | 1기 44B    |
| 1511 | "말하는 스프레이"                        | 1998년 9월 11일  | 1기 45A    |
| 1512 | "복원 라이트"                            | 1998년 9월 18일  | 1기 45B    |
| 1513 | "친구가 되는 고리"                       | 1998년 9월 25일  | 1기 46A    |
| 1514 | "네가 주인공 배지"                       | 1998년 10월 16일 | 1기 46B    |
| 1515 | "실물사전"                               | 1998년 10월 23일 | 1기 47A    |
| 1516 | "엄마놀이 시트"                          | 1998년 10월 30일 | 1기 47B    |
| 1517 | "진구는 명탐정?"                         | 1998년 11월 6일  | 1기 48A    |
| 1518 | "미니도라와 대모험"                      | 1998년 11월 13일 | 1기 48B    |
| 1519 | "정의의 뱀 밧줄"                         | 1998년 11월 20일 | 1기 49A    |
| 1520 | "동정 안테나"                            | 1998년 11월 27일 | 1기 49B    |
| 1521 | "로데오 안장"                            | 1998년 12월 4일  | 1기 50A    |
| 1522 | "일곱번 넘어지는 무당벌레"               | 1998년 12월 11일 | 1기 50B    |
| 1524 | "태양의 알"                              | 1999년 1월 8일   | 1기 51A    |
| 1525 | "물방울 캡슐여행"                        | 1999년 1월 15일  | 1기 51B    |
| 1526 | "발전왕 에너슨"                          | 1999년 1월 22일  | 1기 52A    |
| 1527 | "나쁜 짓 밴드"                           | 1999년 1월 29일  | 1기 52B    |

### 2기 (2006년)
1999~2000년도 에피소드로 구성되어 있다.
| #    | 제목                           | 본방송일자       | 한국어판 # |
| ---- | ------------------------------ | ---------------- | ---------- |
| 1528 | "VIP크림"                      | 1999년 2월 5일   | 2기 1A     |
| 1529 | "퉁순이의 발렌타인"            | 1995년 2월 24일  | 2기 1B     |
| 1530 | "장점을 보이게 하는 비누"      | 1999년 2월 19일  | 2기 2A     |
| 1531 | "마리혼 군"                    | 1999년 3월 12일  | 2기 2B     |
| 1532 | "엄마역할 배지"                | 1999년 3월 19일  | 2기 3A     |
| 1534 | "패닉 어스"                    | 1999년 4월 9일   | 2기 3B     |
| 1535 | "한 것처럼"                    | 1999년 4월 23일  | 2기 4A     |
| 1384 | "반대 글러브"                  | 1996년 1월 26일  | 2기 4B     |
| 1536 | "만능의자"                     | 1999년 4월 30일  | 2기 5A     |
| 1385 | "하인스티커"                   | 1996년 2월 2일   | 2기 5B     |
| 1537 | "솔깃 네트"                    | 1999년 5월 7일   | 2기 6A     |
| 1386 | "이미지 변신크림"              | 1996년 2월 9일   | 2기 6B     |
| 1538 | "동물이 되는 가루"             | 1999년 5월 14일  | 2기 7A     |
| 1388 | "크로스 스위치"                | 1996년 2월 23일  | 2기 7B     |
| 1539 | "게집게발 구조기"              | 1999년 5월 21일  | 2기 8A     |
| 1390 | "무시무시한 퉁퉁이의 노래"     | 1996년 3월 8일   | 2기 8B     |
| 1540 | "바람부는 기계"                | 1999년 5월 28일  | 2기 9A     |
| 1391 | "백팔"                         | 1996년 3월 15일  | 2기 9B     |
| 1541 | "돌려줘 자석"                  | 1999년 6월 4일   | 2기 10A    |
| 1392 | "심부름 가방"                  | 1996년 3월 22일  | 2기 10B    |
| 1542 | "호랑이 꼬리 세트"             | 1999년 6월 11일  | 2기 11A    |
| 1394 | "자석벨트"                     | 1996년 4월 19일  | 2기 11B    |
| 1543 | "영광의 카펫"                  | 1999년 6월 18일  | 2기 12A    |
| 1395 | "터치 글러브"                  | 1996년 4월 26일  | 2기 12B    |
| 1544 | "깜빡이 봉"                    | 1999년 6월 25일  | 2기 13A    |
| 1396 | "리얼 캡"                      | 1996년 5월 3일   | 2기 13B    |
| 1545 | "소문 새"                      | 1999년 7월 2일   | 2기 14A    |
| 1397 | "일곱색깔 목소리 사탕"         | 1996년 5월 10일  | 2기 14B    |
| 1546 | "말잇기 변신 사탕"             | 1999년 7월 9일   | 2기 15A    |
| 1398 | "수다쟁이 우표"                | 1996년 5월 17일  | 2기 15B    |
| 1547 | "진구의 동생 호야"             | 1999년 7월 16일  | 2기 16A    |
| 1399 | "판도라의 귀신"                | 1996년 5월 24일  | 2기 16B    |
| 1548 | "밸런스 시소"                  | 1999년 7월 23일  | 2기 17A    |
| 1400 | "용기딸랑딸랑 모자"            | 1996년 5월 31일  | 2기 17B    |
| 1549 | "사계절 개구리"                | 1999년 7월 30일  | 2기 18A    |
| 1401 | "인간 오토바이"                | 1996년 6월 7일   | 2기 18B    |
| 1550 | "준비 땅 권총"                 | 1999년 8월 6일   | 2기 19A    |
| 1402 | "난 진숙이야"                  | 1996년 6월 14일  | 2기 19B    |
| 1551 | "집을 지고 다니는 소라게"      | 1999년 8월 13일  | 2기 20A    |
| 1403 | "치르치르 페인트"              | 1996년 6월 21일  | 2기 20B    |
| 1552 | "타임리모컨"                   | 1999년 8월 20일  | 2기 21A    |
| 1404 | "빨라지는 태엽나사"            | 1996년 6월 28일  | 2기 21B    |
| 1553 | "회오리 나팔"                  | 1999년 8월 27일  | 2기 22A    |
| 1405 | "퉁순이에게 휴일을"            | 1996년 7월 5일   | 2기 22B    |
| 1554 | "사라지는 스프레이"            | 1999년 9월 3일   | 2기 23A    |
| 1406 | "진구의 형"                    | 1996년 7월 12일  | 2기 23B    |
| 1555 | "찾아주는 손"                  | 1999년 9월 10일  | 2기 24A    |
| 1407 | "달려라! 진구야!"              | 1996년 7월 19일  | 2기 24B    |
| 1556 | "수퍼울트라 점토"              | 1999년 9월 17일  | 2기 25A    |
| 1408 | "한 알에 24시간!"              | 1996년 7월 26일  | 2기 25B    |
| 1557 | "듣는 귀"                      | 1999년 9월 24일  | 2기 26A    |
| 1409 | "그림자를 자르는 가위"         | 1996년 8월 2일   | 2기 26B    |
| 1558 | "나의 기차세트"                | 1999년 10월 1일  | 2기 27A    |
| 1410 | "수퍼 샐러리맨"                | 1996년 8월 9일   | 2기 27B    |
| 1560 | "정지 수건"                    | 1999년 10월 22일 | 2기 28A    |
| 1561 | "혼령배지"                     | 1999년 10월 29일 | 2기 28B    |
| 1562 | "계란에게 부탁을!"             | 1999년 11월 5일  | 2기 29A    |
| 1563 | "진구는 4살?!"                 | 1999년 11월 12일 | 2기 29B    |
| 1564 | "부러워"                       | 1999년 11월 19일 | 2기 30A    |
| 1565 | "참새의 집은 어디?!"           | 1999년 11월 26일 | 2기 30B    |
| 1566 | "장구의 숙제"                  | 1999년 12월 3일  | 2기 31A    |
| 1567 | "착한 일 포인트 카드"          | 1999년 12월 10일 | 2기 31B    |
| 1568 | "모기 쭉~!"                    | 1999년 12월 17일 | 2기 32A    |
| 1569 | "돌아오는 개구리"              | 2000년 1월 14일  | 2기 32B    |
| 1570 | "박쥐모자"                     | 2000년 1월 21일  | 2기 33A    |
| 1571 | "키키"                         | 2000년 1월 28일  | 2기 33B    |
| 1572 | "속담게임"                     | 2000년 2월 4일   | 2기 34A    |
| 1573 | "대타 메가폰"                  | 2000년 2월 11일  | 2기 34B    |
| 1574 | "마음먹귀"                     | 2000년 2월 18일  | 2기 35A    |
| 1575 | "인형을 찾아서!"               | 2000년 3월 3일   | 2기 35B    |
| 1576 | "상 받아라"                    | 2000년 3월 17일  | 2기 36A    |
| 1578 | "선거차"                       | 2000년 4월 14일  | 2기 36B    |
| 1579 | "스타 라이트"                  | 2000년 4월 28일  | 2기 37A    |
| 1580 | "뭐든지 하루 체험기"           | 2000년 5월 5일   | 2기 37B    |
| 1581 | "누구라도 마신 램프"           | 2000년 5월 12일  | 2기 38A    |
| 1582 | "진구의 파랑새"                | 2000년 5월 19일  | 2기 38B    |
| 1583 | "똑같이 조종기"                | 2000년 5월 26일  | 2기 39A    |
| 1584 | "실물 통조림"                  | 2000년 6월 2일   | 2기 39B    |
| 1585 | "길 안내 보살"                 | 2000년 6월 9일   | 2기 40A    |
| 1586 | "해피"                         | 2000년 6월 16일  | 2기 40B    |
| 1587 | "철근육 크림"                  | 2000년 6월 23일  | 2기 41A    |
| 1588 | "단어로 순간이동"              | 2000년 7월 7일   | 2기 41B    |
| 1589 | "대답하면 빨려들어가는 페트병" | 2000년 7월 14일  | 2기 42A    |
| 1590 | "애니멀 파워 벨트"             | 2000년 7월 21일  | 2기 42B    |
| 1591 | "꿈보트"                       | 2000년 7월 28일  | 2기 43A    |
| 1592 | "희망사항 거울"                | 2000년 8월 4일   | 2기 43B    |
| 1593 | "움직이는 종이접기"            | 2000년 8월 11일  | 2기 44A    |
| 1594 | "바다에 가자"                  | 2000년 8월 18일  | 2기 44B    |
| 1595 | "간질이 벼룩"                  | 2000년 8월 25일  | 2기 45A    |
| 1596 | "마리의 소원"                  | 2000년 9월 1일   | 2기 45B    |
| 1597 | "로봇 복신"                    | 2000년 9월 8일   | 2기 46A    |
| 1598 | "제멋대로 로봇카"              | 2000년 9월 15일  | 2기 46B    |
| 1600 | "들어주는 천사"                | 2000년 10월 20일 | 2기 47A    |
| 1601 | "새 모자"                      | 2000년 10월 27일 | 2기 47B    |
| 1602 | "완료수첩"                     | 2000년 11월 3일  | 2기 48A    |
| 1603 | "진구가 골목대장!?"            | 2000년 11월 10일 | 2기 48B    |
| 1604 | "쌍둥이 풍선"                  | 2000년 11월 17일 | 2기 49A    |
| 1605 | "거대방울"                     | 2000년 11월 24일 | 2기 49B    |
| 1606 | "솜사탕식 구름 제조기"         | 2000년 12월 1일  | 2기 50A    |
| 1607 | "탐험 바지"                    | 2000년 12월 8일  | 2기 50B    |
| 1608 | "엄마의 바위굴"                | 2000년 12월 15일 | 2기 51A    |
| 1609 | "로봇개 쫑이"                  | 2001년 1월 12일  | 2기 51B    |
| 1610 | "가상게임 보드"                | 2001년 1월 19일  | 2기 52A    |
| 1611 | "남숙이 등장!"                 | 2001년 1월 26일  | 2기 52B    |

### 3기 (2007년)
2001~2003년도 에피소드로 구성되어 있다.
| #    | 제목                         | 본방송일자       | 한국어판 # |
| ---- | ---------------------------- | ---------------- | ---------- |
| 1612 | "진짜로 만드는 코끼리"       | 2001년 2월 2일   | 3기 1A     |
| 1613 | "변신풍선껌!"                | 2001년 2월 9일   | 3기 1B     |
| 1614 | "파워 눈싸움 장갑"           | 2001년 2월 23일  | 3기 2A     |
| 1615 | "엄마 네트!"                 | 2001년 3월 2일   | 3기 2B     |
| 1616 | "물건을 감추는 카메라"       | 2001년 3월 9일   | 3기 3A     |
| 1618 | "짬뽕 벨트!"                 | 2001년 4월 13일  | 3기 3B     |
| 1619 | "약속링"                     | 2001년 4월 27일  | 3기 4A     |
| 1620 | "참두꺼비 대왕"              | 2001년 5월 4일   | 3기 4B     |
| 1621 | "도루 게임"                  | 2001년 5월 11일  | 3기 5A     |
| 1622 | "1등상 레이더"               | 2001년 5월 18일  | 3기 5B     |
| 1623 | "전서상자"                   | 2001년 5월 25일  | 3기 6A     |
| 1624 | "잭의 콩"                    | 2001년 6월 1일   | 3기 6B     |
| 1625 | "바꿔주는 라이트"            | 2001년 6월 8일   | 3기 7A     |
| 1626 | "쌍둥이 로봇"                | 2001년 6월 15일  | 3기 7B     |
| 1627 | "빨라지는 시계"              | 2001년 6월 22일  | 3기 8A     |
| 1628 | "인간일기예보"               | 2001년 6월 29일  | 3기 8B     |
| 1629 | "분신아, 부탁해"             | 2001년 7월 6일   | 3기 9A     |
| 1630 | "타임 카메라"                | 2001년 7월 13일  | 3기 9B     |
| 1631 | "참돌아!"                    | 2001년 8월 3일   | 3기 10A    |
| 1632 | "서로 바뀌는 링"             | 2001년 8월 10일  | 3기 10B    |
| 1633 | "자기부상 분필"              | 2001년 8월 17일  | 3기 11A    |
| 1634 | "입욕제, 지크프리트"         | 2001년 8월 24일  | 3기 11B    |
| 1635 | "물이 되는 크림"             | 2001년 8월 31일  | 3기 12A    |
| 1636 | "간질간질 장갑"              | 2001년 9월 7일   | 3기 12B    |
| 1637 | "깜빡 부채"                  | 2001년 9월 14일  | 3기 13A    |
| 1638 | "천사 나팔"                  | 2001년 9월 21일  | 3기 13B    |
| 1640 | "꿈 비디오"                  | 2001년 10월 12일 | 3기 14A    |
| 1641 | "울트라 스톱워치"            | 2001년 10월 19일 | 3기 14B    |
| 1642 | "슈퍼 캐치볼"                | 2001년 10월 26일 | 3기 15A    |
| 1643 | "무서운 것을 만드는 기계"    | 2001년 11월 2일  | 3기 15B    |
| 1644 | "통과하는 모자"              | 2001년 11월 9일  | 3기 16A    |
| 1645 | "행복의 산책길"              | 2001년 11월 16일 | 3기 16B    |
| 1646 | "진구는 불행해"              | 2001년 11월 23일 | 3기 17A    |
| 1647 | "우진아, 힘 내!"             | 2001년 11월 30일 | 3기 17B    |
| 1648 | "꿀밤 한 대에 100원"         | 2001년 12월 7일  | 3기 18A    |
| 1649 | "공기총"                     | 2001년 12월 14일 | 3기 18B    |
| 1650 | "번지캐터펄트"               | 2002년 1월 11일  | 3기 19A    |
| 1651 | "진구의 독립선언"            | 2002년 1월 18일  | 3기 19B    |
| 1652 | "집이 흐물흐물?"             | 2002년 1월 25일  | 3기 20A    |
| 1653 | "운수 좋은 날?"              | 2002년 2월 1일   | 3기 20B    |
| 1654 | "직업테스트카드"             | 2002년 2월 8일   | 3기 21A    |
| 1655 | "타임뱅크"                   | 2002년 2월 22일  | 3기 21B    |
| 1656 | "이슬이의 위기"              | 2002년 3월 1일   | 3기 22A    |
| 1657 | "청소기슈퍼카"               | 2002년 3월 15일  | 3기 22B    |
| 1658 | "천재 달걀"                  | 2002년 3월 22일  | 3기 23A    |
| 1660 | "스케치 백"                  | 2002년 4월 19일  | 3기 23B    |
| 1661 | "비실이와 루나"              | 2002년 4월 26일  | 3기 24A    |
| 1662 | "너구리"                     | 2002년 5월 3일   | 3기 24B    |
| 1663 | "빨아들이는 모기 모자"       | 2002년 5월 10일  | 3기 25A    |
| 1664 | "퉁퉁이가 결혼?!"            | 2002년 5월 17일  | 3기 25B    |
| 1665 | "미니도라 구조대 출동!"      | 2002년 5월 24일  | 3기 26A    |
| 1666 | "두 번째 미꾸라지"           | 2002년 5월 31일  | 3기 26B    |
| 1667 | "도라미의 행복한 집"         | 2002년 6월 7일   | 3기 27A    |
| 1668 | "도라미의 형제싸움"          | 2002년 6월 14일  | 3기 27B    |
| 1669 | "도라미의 비밀"              | 2002년 6월 21일  | 3기 28A    |
| 1670 | "뭐든지 군"                  | 2002년 6월 28일  | 3기 28B    |
| 1671 | "누구라도 체험기"            | 2002년 7월 5일   | 3기 29A    |
| 1672 | "왕국 농축액"                | 2002년 7월 19일  | 3기 29B    |
| 1674 | "지도세계에 들어가는 기계"   | 2002년 8월 2일   | 3기 30A    |
| 1675 | "스페이스 애벌레"            | 2002년 8월 9일   | 3기 30B    |
| 1676 | "기분 좋아 시트"             | 2002년 8월 16일  | 3기 31A    |
| 1677 | "소문의 뿌리"                | 2002년 8월 23일  | 3기 31B    |
| 1678 | "옛날로 돌아가다"            | 2002년 8월 30일  | 3기 32A    |
| 1679 | "폐 펌프"                    | 2002년 9월 6일   | 3기 32B    |
| 1680 | "슈퍼 선전 아가씨"           | 2002년 9월 13일  | 3기 33A    |
| 1681 | "미니도라 UFO 대작전"        | 2002년 9월 20일  | 3기 33B    |
| 1682 | "미니도라는 대여중"          | 2002년 10월 4일  | 3기 34A    |
| 1684 | "미니도라와 고양이 손"       | 2002년 10월 18일 | 3기 34B    |
| 1685 | "나의 라이벌"                | 2002년 10월 25일 | 3기 35A    |
| 1686 | "달 토끼를 찾아라"           | 2002년 11월 1일  | 3기 35B    |
| 1687 | "소원 비는 별똥별"           | 2002년 11월 8일  | 3기 36A    |
| 1688 | "비장의 기술 슈트"           | 2002년 11월 15일 | 3기 36B    |
| 1689 | "이슬이의 스파이 대작전"     | 2002년 11월 22일 | 3기 37A    |
| 1690 | "예언자, 퉁퉁이"             | 2002년 11월 29일 | 3기 37B    |
| 1691 | "명연기 배지"                | 2002년 12월 6일  | 3기 38A    |
| 1692 | "제트코스터를 타고 학교로!"  | 2002년 12월 13일 | 3기 38B    |
| 1693 | "잘한다 파워 메가폰"         | 2002년 12월 20일 | 3기 39A    |
| 1695 | "프리미엄 씰"                | 2003년 1월 17일  | 3기 39B    |
| 1696 | "맹렬 태엽감기"              | 2003년 1월 24일  | 3기 40A    |
| 1697 | "진구는 몇 명?!"             | 2003년 1월 31일  | 3기 40B    |
| 1698 | "보안관 배지"                | 2003년 2월 7일   | 3기 41A    |
| 1699 | "안경을 써라!"               | 2003년 2월 14일  | 3기 41B    |
| 1700 | "여기에 다 모여라!"          | 2003년 2월 28일  | 3기 42A    |
| 1701 | "인연의 실"                  | 2003년 3월 14일  | 3기 42B    |
| 1702 | "내 말대로 마이크"           | 2003년 3월 21일  | 3기 43A    |
| 1703 | "무섭지"                     | 2003년 4월 4일   | 3기 43B    |
| 1705 | "마이크로 광선"              | 2003년 4월 11일  | 3기 44A    |
| 1706 | "옛날로 간 진구"             | 2003년 4월 18일  | 3기 44B    |
| 1707 | "부메랑 스프레이"            | 2003년 4월 25일  | 3기 45A    |
| 1708 | "상담해주는 공책"            | 2003년 5월 2일   | 3기 45B    |
| 1709 | "생물 보호 라이트"           | 2003년 5월 9일   | 3기 46A    |
| 1710 | "해결사 디스크"              | 2003년 5월 16일  | 3기 46B    |
| 1711 | "바꿔주는 거울"              | 2003년 5월 23일  | 3기 47A    |
| 1712 | "날씨 교환 지도"             | 2003년 5월 30일  | 3기 47B    |
| 1713 | "장난감 타운"                | 2003년 6월 6일   | 3기 48A    |
| 1714 | "헤드헌팅"                   | 2003년 6월 13일  | 3기 48B    |
| 1715 | "폭소후추"                   | 2003년 6월 20일  | 3기 49A    |
| 1716 | "풍선로봇"                   | 2003년 6월 27일  | 3기 49B    |
| 1717 | "양탄자를 타고 가자!"        | 2003년 7월 4일   | 3기 50A    |
| 1718 | "무게를 빨아들이는 스포이트" | 2003년 7월 11일  | 3기 50B    |
| 1719 | "사차원 엘리베이터"          | 2003년 7월 18일  | 3기 51A    |
| 1720 | "바다를 잘라내자!"           | 2003년 7월 25일  | 3기 51B    |
| 1721 | "쿨쿨 허브"                  | 2003년 8월 1일   | 3기 52A    |
| 1722 | "번개 지팡이"                | 2003년 8월 8일   | 3기 52B    |

### 4기 (2007년)
A파트:1989~1990년 b파트:1994~1995년
| #    | 제목                               | 본방송일자       | 한국어판 # |
| ---- | ---------------------------------- | ---------------- | ---------- |
| 1009 | "무선장난감 안테나"                | 1989년 1월 20일  | 4기 1A     |
| 1284 | "영상편지는 힘들어!"               | 1994년 1월 21일  | 4기 1B     |
| 1011 | "타임 드리머"                      | 1989년 2월 3일   | 4기 2A     |
| 1285 | "두둥실가스"                       | 1994년 1월 28일  | 4기 2B     |
| 1012 | "육지용 보트"                      | 1989년 2월 10일  | 4기 3A     |
| 1286 | "인간 복사"                        | 1994년 2월 4일   | 4기 3B     |
| 1013 | "만화 상자"                        | 1989년 2월 17일  | 4기 4A     |
| 1287 | "마음이 바뀌는 브로치"             | 1994년 2월 11일  | 4기 4B     |
| 1014 | "망원 확성기"                      | 1989년 2월 24일  | 4기 5A     |
| 1288 | "예지몽 신문"                      | 1994년 2월 18일  | 4기 5B     |
| 1015 | "뭐든지 공항"                      | 1989년 3월 3일   | 4기 6A     |
| 1289 | "마음대로 타임"                    | 1994년 2월 25일  | 4기 6B     |
| 1016 | "동물 손가락 캡"                   | 1989년 3월 10일  | 4기 7A     |
| 1290 | "원시시대 파크"                    | 1994년 3월 4일   | 4기 7B     |
| 1017 | "물건을 바꾸는 손전등"             | 1989년 3월 17일  | 4기 8A     |
| 1291 | "미니도라 구조대"                  | 1994년 3월 11일  | 4기 8B     |
| 1018 | "수수께끼의 예언서"                | 1989년 3월 24일  | 4기 9A     |
| 1292 | "슈퍼장갑"                         | 1994년 3월 18일  | 4기 9B     |
| 1019 | "말로 하면 써지는 타자기"          | 1989년 3월 31일  | 4기 10A    |
| 1293 | "괴도 캣"                          | 1994년 3월 25일  | 4기 10B    |
| 1021 | "거대 입체 텔레비전"               | 1989년 4월 14일  | 4기 11A    |
| 1294 | "사실이 되는 배지"                 | 1994년 4월 1일   | 4기 11B    |
| 1022 | "실물 미니어처 대백과"             | 1989년 4월 21일  | 4기 12A    |
| 1296 | "벽을 통해 밖을 볼 수 있는 기계"   | 1994년 4월 15일  | 4기 12B    |
| 1023 | "자백모자"                         | 1989년 4월 28일  | 4기 13A    |
| 1297 | "제 눈에 안경 씰"                  | 1994년 4월 22일  | 4기 13B    |
| 1028 | "좋은점을 고를수 있는 보드"        | 1989년 5월 12일  | 4기 14A    |
| 1298 | "퉁퉁이는 천재소년"                | 1994년 4월 29일  | 4기 14B    |
| 1029 | "자동으로 때려주는 가스"           | 1989년 5월 19일  | 4기 15A    |
| 1299 | "큐피드의 날개"                    | 1994년 5월 6일   | 4기 15B    |
| 1030 | "미니 방송국"                      | 1989년 5월 26일  | 4기 16A    |
| 1300 | "백설공주의 사과"                  | 1994년 5월 13일  | 4기 16B    |
| 1031 | "그림자 문진과 그림자 실체화 액체" | 1989년 6월 2일   | 4기 17A    |
| 1301 | "전기 연극 세트"                   | 1994년 5월 20일  | 4기 17B    |
| 1032 | "편안한 등산모"                    | 1989년 6월 9일   | 4기 18A    |
| 1302 | "비누방울 통신기"                  | 1994년 5월 27일  | 4기 18B    |
| 1033 | "소원을 이루어주는 사당"           | 1989년 6월 16일  | 4기 19A    |
| 1303 | "게으름 피우는 날"                 | 1994년 6월 3일   | 4기 19B    |
| 1034 | "표본 채집 상자"                   | 1989년 6월 23일  | 4기 20A    |
| 1304 | "오뚝이 모자"                      | 1994년 6월 10일  | 4기 20B    |
| 1035 | "광고 사탕 발사기"                 | 1989년 6월 30일  | 4기 21A    |
| 1305 | "세상은 거짓말투성이"              | 1994년 6월 17일  | 4기 21B    |
| 1036 | "프리사이즈 인형사진기"            | 1989년 7월 7일   | 4기 22A    |
| 1306 | "변심 부채"                        | 1994년 6월 24일  | 4기 22B    |
| 1037 | "꿈을 연결하는 홀"                 | 1989년 7월 14일  | 4기 23A    |
| 1307 | "애완용 구름"                      | 1994년 7월 1일   | 4기 23B    |
| 1038 | "인간저금통제조기"                 | 1989년 7월 21일  | 4기 24A    |
| 1308 | "맛있는 안경"                      | 1994년 7월 8일   | 4기 24B    |
| 1039 | "그렇게 되는 조개세트"             | 1989년 7월 28일  | 4기 25A    |
| 1309 | "칭찬하는 로봇"                    | 1994년 7월 15일  | 4기 25B    |
| 1040 | "셀프알람"                         | 1989년 8월 4일   | 4기 26A    |
| 1310 | "어디든 만드는 상자"               | 1994년 7월 22일  | 4기 26B    |
| 1042 | "도라미형 미니열기구"              | 1989년 8월 18일  | 4기 27A    |
| 1311 | "물건찾는 날개"                    | 1994년 7월 29일  | 4기 27B    |
| 1043 | "미끼 케이스"                      | 1989년 8월 25일  | 4기 28A    |
| 1312 | "태엽식 태풍"                      | 1994년 8월 5일   | 4기 28B    |
| 1044 | "홈즈 세트"                        | 1989년 9월 1일   | 4기 29A    |
| 1314 | "컵 귀신"                          | 1994년 8월 19일  | 4기 29B    |
| 1045 | "다음을 부탁해"                    | 1989년 9월 8일   | 4기 30A    |
| 1315 | "실물전자게임"                     | 1994년 8월 26일  | 4기 30B    |
| 1046 | "대신하는 마이크"                  | 1989년 9월 15일  | 4기 31A    |
| 1316 | "열심히 땀 흘리는 넥타이"          | 1994년 9월 2일   | 4기 31B    |
| 1047 | "무시벌레"                         | 1989년 9월 22일  | 4기 32A    |
| 1317 | "움직이는 샌들"                    | 1994년 9월 9일   | 4기 32B    |
| 1048 | "최면메가폰"                       | 1989년 9월 29일  | 4기 33A    |
| 1318 | "강력부채바람신"                   | 1994년 9월 16일  | 4기 33B    |
| 1050 | "지도 주사기"                      | 1989년 10월 20일 | 4기 34A    |
| 1319 | "통행차단기"                       | 1994년 9월 23일  | 4기 34B    |
| 1051 | "그때 어디 있었나!"                | 1989년 10월 27일 | 4기 35A    |
| 1321 | "호위무사"                         | 1994년 10월 7일  | 4기 35B    |
| 1052 | "그렇게 보이는 플레이트"           | 1989년 11월 3일  | 4기 36A    |
| 1322 | "화장실 귀신"                      | 1994년 10월 14일 | 4기 36B    |
| 1053 | "언제든지 어디든지 스케치 세트"    | 1989년 11월 10일 | 4기 37A    |
| 1323 | "닮아지는 빵"                      | 1994년 10월 21일 | 4기 37B    |
| 1054 | "퉁퉁이의 디너쇼"                  | 1989년 11월 17일 | 4기 38A    |
| 1324 | "해줘 수표"                        | 1994년 10월 28일 | 4기 38B    |
| 1055 | "고층아파트화 엘리베이터"          | 1989년 11월 24일 | 4기 39A    |
| 1325 | "순식간에 쑥쑥"                    | 1994년 11월 4일  | 4기 39B    |
| 1056 | "반쪽 칼"                          | 1989년 12월 1일  | 4기 40A    |
| 1326 | "달마 스톤"                        | 1994년 11월 11일 | 4기 40B    |
| 1057 | "공기를 느끼는 사진기"             | 1989년 12월 8일  | 4기 41A    |
| 1327 | "기분 안테나"                      | 1994년 11월 18일 | 4기 41B    |
| 1058 | "강력 울트라 슈퍼 디럭스 사탕"     | 1989년 12월 15일 | 4기 42A    |
| 1328 | "러브러브 우산"                    | 1994년 11월 25일 | 4기 42B    |
| 1059 | "노진구 탄생"                      | 1989년 12월 22일 | 4기 43A    |
| 1329 | "메시지 불꽃"                      | 1994년 12월 2일  | 4기 43B    |
| 1062 | "유행성 수집"                      | 1990년 1월 12일  | 4기 44A    |
| 1330 | "엄마는 초등학생"                  | 1994년 12월 9일  | 4기 44B    |
| 1063 | "소원 실현기"                      | 1990년 1월 19일  | 4기 45A    |
| 1331 | "몽유봉"                           | 1994년 12월 16일 | 4기 45B    |
| 1064 | "인형제조카메라"                   | 1990년 1월 26일  | 4기 46A    |
| 1332 | "산타굴뚝"                         | 1994년 12월 23일 | 4기 46B    |
| 1065 | "진구의 악인지원"                  | 1990년 2월 2일   | 4기 47A    |
| 1334 | "주인탐색기"                       | 1995년 1월 13일  | 4기 47B    |
| 1066 | "미래도서관"                       | 1990년 2월 9일   | 4기 48A    |
| 1335 | "능력복사장갑"                     | 1995년 1월 20일  | 4기 48B    |
| 1067 | "고르곤의 머리"                    | 1990년 2월 16일  | 4기 49A    |
| 1336 | "선물 경로 탐사기"                 | 1995년 1월 27일  | 4기 49B    |
| 1068 | "물체교환 보자기"                  | 1990년 2월 23일  | 4기 50A    |
| 1337 | "한겨울에 꽃놀이?"                 | 1995년 2월 3일   | 4기 50B    |
| 1069 | "환경스크린과 프로젝터"            | 1990년 3월 2일   | 4기 51A    |
| 1338 | "인형제조카메라"                   | 1995년 2월 10일  | 4기 51B    |
| 1070 | "종이수호신"                       | 1990년 3월 9일   | 4기 52A    |
| 1339 | "의사선생님 가방"                  | 1995년 2월 17일  | 4기 52B    |

### 5기 (2008년)
1992, 1993, 1988년
| #    | 제목                        | 본방송일자       | 한국어판 # |
| ---- | --------------------------- | ---------------- | ---------- |
| 1196 | "관찰 쌍안경"               | 1992년 9월 11일  | 5기 1A     |
| 1197 | "잊어버려 꽃을 그대에게"    | 1992년 9월 18일  | 5기 1B     |
| 1198 | "보디가드를 조심해라!"      | 1992년 9월 25일  | 5기 2A     |
| 1200 | "목소리 사탕"               | 1992년 10월 9일  | 5기 2B     |
| 1201 | "진구는 달팽이!?"           | 1992년 10월 16일 | 5기 3A     |
| 1202 | "샤워로 숨바꼭질!"          | 1992년 10월 23일 | 5기 3B     |
| 1203 | "애리를 만나고 싶어"        | 1992년 10월 30일 | 5기 4A     |
| 1204 | "보답 사탕"                 | 1992년 11월 6일  | 5기 4B     |
| 1205 | "힘들어 된장 사탕"          | 1992년 11월 13일 | 5기 5A     |
| 1206 | "징 마이크"                 | 1992년 11월 20일 | 5기 5B     |
| 1207 | "별에게 소원을!"            | 1992년 11월 27일 | 5기 6A     |
| 1208 | "진구는 미워할 수 없어?"    | 1992년 12월 4일  | 5기 6B     |
| 1209 | "헬프맨 등장"               | 1992년 12월 11일 | 5기 7A     |
| 1210 | "스카프의 추억"             | 1992년 12월 18일 | 5기 7B     |
| 1211 | "최면술로 공부를!"          | 1992년 12월 25일 | 5기 8A     |
| 1213 | "스키는 상자 정원에서"      | 1993년 1월 15일  | 5기 8B     |
| 1214 | "알라딘의 램프"             | 1993년 1월 22일  | 5기 9A     |
| 1216 | "미리 안테나!"              | 1993년 1월 29일  | 5기 9B     |
| 1215 | "역할 바꾸기"               | 1993년 1월 29일  | 5기 10A    |
| 1218 | "결정 도우미"               | 1993년 2월 5일   | 5기 10B    |
| 1217 | "악운 다이아몬드"           | 1993년 2월 5일   | 5기 11A    |
| 1220 | "낙서로 복수를!"            | 1993년 2월 12일  | 5기 11B    |
| 1219 | "신선 벌레"                 | 1993년 2월 12일  | 5기 12A    |
| 1222 | "고마워 링"                 | 1993년 2월 19일  | 5기 12B    |
| 1221 | "역전 스프레이"             | 1993년 2월 19일  | 5기 13A    |
| 1224 | "내일 선탁 세탁기"          | 1993년 2월 26일  | 5기 13B    |
| 1223 | "반응 테스트 로봇"          | 1993년 2월 26일  | 5기 14A    |
| 1226 | "사각판 엘리베이터"         | 1993년 3월 5일   | 5기 14B    |
| 1225 | "응석받이 스티커"           | 1993년 3월 5일   | 5기 15A    |
| 1228 | "뭐든지 불러내는 마이크"    | 1993년 3월 12일  | 5기 15B    |
| 1227 | "화풀이 타이머"             | 1993년 3월 12일  | 5기 16A    |
| 1230 | "셔터 찬스 카메라"          | 1993년 3월 19일  | 5기 16B    |
| 1229 | "배경 효과 물파스"          | 1993년 3월 19일  | 5기 17A    |
| 1232 | "변신 라이트"               | 1993년 3월 26일  | 5기 17B    |
| 1231 | "인생을 다시 한번"          | 1993년 3월 26일  | 5기 18A    |
| 1234 | "진구에게 감동을"           | 1993년 4월 9일   | 5기 18B    |
| 1236 | "운동만족"                  | 1993년 4월 16일  | 5기 19A    |
| 1238 | "본심 신호기"               | 1993년 4월 23일  | 5기 19B    |
| 1240 | "가족을 바꾸자"             | 1993년 4월 30일  | 5기 20A    |
| 1242 | "좋은 일 모집기"            | 1993년 5월 7일   | 5기 20B    |
| 1244 | "부메랑 종이"               | 1993년 5월 14일  | 5기 21A    |
| 1246 | "타이거 헬맷"               | 1993년 5월 21일  | 5기 21B    |
| 1248 | "쳐다봐 라이트"             | 1993년 5월 28일  | 5기 22A    |
| 1250 | "사차원 주머니"             | 1993년 6월 4일   | 5기 22B    |
| 1252 | "연상식 추리 돋보기"        | 1993년 6월 11일  | 5기 23A    |
| 1254 | "생각하는 발"               | 1993년 6월 18일  | 5기 23B    |
| 1256 | "정리정돈 스프레이"         | 1993년 6월 25일  | 5기 24A    |
| 1257 | "비디오식 뭐든지 리모콘"    | 1993년 7월 2일   | 5기 24B    |
| 1258 | "물구나무 스티커"           | 1993년 7월 9일   | 5기 25A    |
| 1259 | "스타의 몸 도장을 찍어라"   | 1993년 7월 16일  | 5기 25B    |
| 1260 | "분재세트"                  | 1993년 7월 23일  | 5기 26A    |
| 1261 | "보이지 않는 보조 바퀴"     | 1993년 7월 30일  | 5기 26B    |
| 1262 | "벼락치기"                  | 1993년 8월 6일   | 5기 27A    |
| 1264 | "은하관광버스"              | 1993년 8월 27일  | 5기 27B    |
| 1265 | "스포츠 파우더"             | 1993년 9월 3일   | 5기 28A    |
| 1266 | "밸런스 트레이너"           | 1993년 9월 10일  | 5기 28B    |
| 1267 | "타임머신을 타고"           | 1993년 9월 17일  | 5기 29A    |
| 1268 | "외계인이 나타났다"         | 1993년 9월 24일  | 5기 29B    |
| 984  | "추억 향수"                 | 1988년 7월 22일  | 5기 30A    |
| 1235 | "본심 로봇"                 | 1993년 4월 9일   | 5기 30B    |
| 985  | "해수 조종기"               | 1988년 7월 29일  | 5기 31A    |
| 1237 | "렌탈 호출기"               | 1993년 4월 16일  | 5기 31B    |
| 986  | "뭐든지 조종기"             | 1988년 8월 5일   | 5기 32A    |
| 1239 | "잠자기 대작전"             | 1993년 4월 23일  | 5기 32B    |
| 988  | "졸음 스티커"               | 1988년 8월 19일  | 5기 33A    |
| 1241 | "러브 아이스박스"           | 1993년 4월 30일  | 5기 33B    |
| 989  | "신기루 촛대"               | 1988년 8월 26일  | 5기 34A    |
| 1243 | "작은 사랑 이야기"          | 1993년 5월 7일   | 5기 34B    |
| 990  | "곤충 표시기"               | 1988년 9월 2일   | 5기 35A    |
| 1245 | "판타지옹"                  | 1993년 5월 14일  | 5기 35B    |
| 991  | "우리 조상은 허풍쟁이?!"    | 1988년 9월 9일   | 5기 36A    |
| 1247 | "꿈꾸는 총"                 | 1993년 5월 21일  | 5기 36B    |
| 992  | "들어가는 종이"             | 1988년 9월 16일  | 5기 37A    |
| 1249 | "리트머스 인생 시험지"      | 1993년 5월 28일  | 5기 37B    |
| 993  | "통째로 커지고 작아지는 컵" | 1988년 9월 23일  | 5기 38A    |
| 1251 | "명물 깃발"                 | 1993년 6월 4일   | 5기 38B    |
| 995  | "카드 점 박스"              | 1988년 10월 7일  | 5기 39A    |
| 1253 | "가뿐사뿐 낚싯대"           | 1993년 6월 11일  | 5기 39B    |
| 996  | "들어가는 거울2"            | 1988년 10월 14일 | 5기 40A    |
| 1255 | "텔레비전 끈끈이"           | 1993년 6월 18일  | 5기 40B    |
| 997  | "회오리 빨대"               | 1988년 10월 21일 | 5기 41A    |
| 1271 | "차분해지는 돗자리"         | 1993년 10월 15일 | 5기 41B    |
| 998  | "헬기 카메라"               | 1988년 10월 28일 | 5기 42A    |
| 1272 | "의자 말로 달리자"          | 1993년 10월 22일 | 5기 42B    |
| 999  | "마리오 네터"               | 1988년 11월 4일  | 5기 43A    |
| 1273 | "모형요트로 모험을!"        | 1993년 10월 29일 | 5기 43B    |
| 1000 | "카멜레온 차"               | 1988년 11월 11일 | 5기 44A    |
| 1274 | "신출 귀몰 닌자 세트"       | 1993년 11월 5일  | 5기 44B    |
| 1001 | "트램펄린 향수"             | 1988년 11월 18일 | 5기 45A    |
| 1275 | "유연성을 기르는 후프"      | 1993년 11월 12일 | 5기 45B    |
| 1002 | "유도 발자국 스탬프"        | 1988년 11월 25일 | 5기 46A    |
| 1276 | "친구 로봇"                 | 1993년 11월 19일 | 5기 46B    |
| 1003 | "말하는 사진"               | 1988년 12월 2일  | 5기 47A    |
| 1277 | "자이언츠를 이겨라!"        | 1993년 11월 26일 | 5기 47B    |
| 1005 | "즉석 바위 제조기"          | 1988년 12월 16일 | 5기 48A    |
| 1278 | "답장을 미리 받는 우체통"   | 1993년 12월 3일  | 5기 48B    |
| 1004 | "타임 룸"                   | 1988년 12월 9일  | 5기 49A    |
| 1279 | "무책임 비행물체"           | 1993년 12월 10일 | 5기 49B    |
| 1006 | "절대 안전 우산"            | 1988년 12월 23일 | 5기 50A    |
| 1280 | "아기 말 번역기"            | 1993년 12월 17일 | 5기 50B    |
| 1008 | "세트 메이커"               | 1989년 1월 13일  | 5기 51A    |
| 1281 | "성냥팔이 도라에몽"         | 1993년 12월 24일 | 5기 51B    |
| 1010 | "귀신을 밖으로 콩"          | 1989년 1월 27일  | 5기 52A    |
| 1283 | "끌어당기는 거울"           | 1994년 1월 14일  | 5기 52B    |

### 6기 (2008년)
1991~1992년
| #    | 제목                         | 본방송일자       | 한국어판 # |
| ---- | ---------------------------- | ---------------- | ---------- |
| 1142 | "인간용 타임스위치"          | 1991년 8월 23일  | 6기 1A     |
| 1143 | "용뱀을 찾아라!"             | 1991년 8월 30일  | 6기 1B     |
| 1144 | "도라에몽 도라에몽 도라에몽" | 1991년 9월 6일   | 6기 2A     |
| 1145 | "귀신을 부르는 향"           | 1991년 9월 13일  | 6기 2B     |
| 1146 | "도라미와 휴일을!"           | 1991년 9월 20일  | 6기 3A     |
| 1147 | "엄마는 다이어트!"           | 1991년 9월 27일  | 6기 3B     |
| 1148 | "별똥별을 만드는 망치"       | 1991년 10월 4일  | 6기 4A     |
| 1149 | "행운의 모래시계"            | 1991년 10월 11일 | 6기 4B     |
| 1150 | "보자기 택시"                | 1991년 10월 18일 | 6기 5A     |
| 1151 | "고마워 배지"                | 1991년 10월 25일 | 6기 5B     |
| 1152 | "낭비 줄이기"                | 1991년 11월 1일  | 6기 6A     |
| 1153 | "만능프린터"                 | 1991년 11월 8일  | 6기 6B     |
| 1154 | "파워 업 메가폰"             | 1991년 11월 15일 | 6기 7A     |
| 1155 | "고락 미터기"                | 1991년 11월 22일 | 6기 7B     |
| 1156 | "백번 돌기 어기영차 떡"      | 1991년 11월 29일 | 6기 8A     |
| 1157 | "집중기를 찾아라!"           | 1991년 12월 6일  | 6기 8B     |
| 1158 | "헤어 카탈로그 세트"         | 1991년 12월 13일 | 6기 9A     |
| 1159 | "미래 라디오"                | 1991년 12월 20일 | 6기 9B     |
| 1160 | "청개구리 파스"              | 1991년 12월 27일 | 6기 10A    |
| 1161 | "보물을 찾으러 가자!"        | 1992년 1월 10일  | 6기 10B    |
| 1162 | "미래의 이슬이 신랑은!?"     | 1992년 1월 17일  | 6기 11A    |
| 1163 | "하늘까지 통하는 프레임"     | 1992년 1월 24일  | 6기 11B    |
| 1164 | "봄바람 부채"                | 1992년 1월 31일  | 6기 12A    |
| 1165 | "슈퍼 퉁퉁이"                | 1992년 2월 7일   | 6기 12B    |
| 1166 | "번개 북"                    | 1992년 2월 14일  | 6기 13A    |
| 1167 | "억지로 차용서"              | 1992년 2월 21일  | 6기 13B    |
| 1168 | "대역 종이인형"              | 1992년 2월 28일  | 6기 14A    |
| 1169 | "필요한 물건 판매기"         | 1992년 3월 6일   | 6기 14B    |
| 1170 | "사자를 기르자!"             | 1992년 3월 13일  | 6기 15A    |
| 1171 | "하멜른의 나팔"              | 1992년 3월 20일  | 6기 15B    |
| 1172 | "잔상 실체화 스프레이!"      | 1992년 3월 27일  | 6기 16A    |
| 1174 | "운동 스티커"                | 1992년 4월 10일  | 6기 16B    |
| 1175 | "입체 앨범"                  | 1992년 4월 17일  | 6기 17A    |
| 1176 | "바이오 식물 캔"             | 1992년 4월 24일  | 6기 17B    |
| 1177 | "맞춤 가족 케이스"           | 1992년 5월 1일   | 6기 18A    |
| 1178 | "돌멩이가 되고 싶어"         | 1992년 5월 8일   | 6기 18B    |
| 1179 | "컴퓨터 연필"                | 1992년 5월 15일  | 6기 19A    |
| 1180 | "아저씨의 짝사랑"            | 1992년 5월 22일  | 6기 19B    |
| 1181 | "굽실굽실 메뚜기"            | 1992년 5월 29일  | 6기 20A    |
| 1182 | "배고파지는 주먹밥"          | 1992년 6월 5일   | 6기 20B    |
| 1183 | "암기빵"                     | 1992년 6월 12일  | 6기 21A    |
| 1184 | "꿈을 키우는 탐색 두더지"    | 1992년 6월 19일  | 6기 21B    |
| 1185 | "미니미니 로봇"              | 1992년 6월 26일  | 6기 22A    |
| 1186 | "뭉뭉이를 살려줘!"           | 1992년 7월 3일   | 6기 22B    |
| 1187 | "천하장사 진구"              | 1992년 7월 10일  | 6기 23A    |
| 1188 | "점핑 잠수함"                | 1992년 7월 17일  | 6기 23B    |
| 1189 | "대리껌"                     | 1992년 7월 24일  | 6기 24A    |
| 1190 | "나비 레터"                  | 1992년 7월 31일  | 6기 24B    |
| 1191 | "실물 도감"                  | 1992년 8월 7일   | 6기 25A    |
| 1193 | "진구, 퉁퉁이가 되다!"       | 1992년 8월 21일  | 6기 25B    |
| 1194 | "꿈을 이어주는 베게"         | 1992년 8월 28일  | 6기 26A    |
| 1195 | "고생된장"                   | 1992년 9월 4일   | 6기 26B    |

### 7기 (2009년)
1988, 1991
| #    | 제목                      | 본방송일자      | 한국어판 # |
| ---- | ------------------------- | --------------- | ---------- |
| 959  | "졸음 흡수총"             | 1988년 1월 15일 | 7기 1A     |
| 960  | "애완동물 페인트"         | 1988년 1월 22일 | 7기 1B     |
| 961  | "타잔팬티"                | 1988년 1월 29일 | 7기 2A     |
| 962  | "기상 제조 펜"            | 1988년 2월 5일  | 7기 2B     |
| 963  | "예감벌레"                | 1988년 2월 12일 | 7기 3A     |
| 964  | "공중낚시"                | 1988년 2월 19일 | 7기 3B     |
| 965  | "엘리베이터 버튼"         | 1988년 2월 26일 | 7기 4A     |
| 966  | "크로마키 세트"           | 1988년 3월 4일  | 7기 4B     |
| 967  | "커지는 돋보기"           | 1988년 3월 11일 | 7기 5A     |
| 968  | "도와줘 캡슐"             | 1988년 3월 18일 | 7기 5B     |
| 969  | "주머니 신호등"           | 1988년 3월 25일 | 7기 6A     |
| 970  | "볏짚에 소원을!"          | 1988년 4월 1일  | 7기 6B     |
| 971  | "단층비전"                | 1988년 4월 8일  | 7기 7A     |
| 972  | "의자 개량기"             | 1988년 4월 15일 | 7기 7B     |
| 973  | "멀리 비추는 거울"        | 1988년 4월 22일 | 7기 8A     |
| 974  | "이미지 베레모"           | 1988년 4월 29일 | 7기 8B     |
| 975  | "실물 디오라마"           | 1988년 5월 6일  | 7기 9A     |
| 976  | "도와줘 경단"             | 1988년 5월 20일 | 7기 9B     |
| 977  | "아빠의 선물"             | 1988년 5월 27일 | 7기 10A    |
| 978  | "주세요 손"               | 1988년 6월 3일  | 7기 10B    |
| 979  | "투명 핸드"               | 1988년 6월 10일 | 7기 11A    |
| 980  | "워프 펜"                 | 1988년 6월 17일 | 7기 11B    |
| 981  | "실 없는 실 전화"         | 1988년 6월 24일 | 7기 12A    |
| 982  | "미끌미끌 가스"           | 1988년 7월 8일  | 7기 12B    |
| 983  | "그림자 플래시"           | 1988년 7월 15일 | 7기 13A    |
| 1113 | "숨바꼭질 봉"             | 1991년 1월 25일 | 7기 13B    |
| 1114 | "닮은꼴 애완동물 식품"    | 1991년 2월 1일  | 7기 14A    |
| 1115 | "인형자동화 음파"         | 1991년 2월 8일  | 7기 14B    |
| 1116 | "물건 운세경"             | 1991년 2월 15일 | 7기 15A    |
| 1117 | "점 모양 스피커"          | 1991년 2월 22일 | 7기 15B    |
| 1118 | "직접 만드는 장난감"      | 1991년 3월 1일  | 7기 16A    |
| 1119 | "병 안의 배"              | 1991년 3월 8일  | 7기 16B    |
| 1120 | "기억을 꺼내는 렌즈"      | 1991년 3월 15일 | 7기 17A    |
| 1121 | "티끌 모아모아"           | 1991년 3월 22일 | 7기 17B    |
| 1122 | "별똥별 유도 우산"        | 1991년 3월 29일 | 7기 18A    |
| 1124 | "어디로든 풍선"           | 1991년 4월 12일 | 7기 18B    |
| 1125 | "조개가방"                | 1991년 4월 19일 | 7기 19A    |
| 1126 | "드나드는 거울"           | 1991년 4월 26일 | 7기 19B    |
| 1127 | "부르는 초인종"           | 1991년 5월 3일  | 7기 20A    |
| 1128 | "미니자동차를 개조하라!!" | 1991년 5월 10일 | 7기 20B    |
| 1129 | "액터 레코더"             | 1991년 5월 17일 | 7기 21A    |
| 1130 | "천사에게 물어봐"         | 1991년 5월 24일 | 7기 21B    |
| 1131 | "요정로봇"                | 1991년 5월 31일 | 7기 22A    |
| 1132 | "부탁해 망치"             | 1991년 6월 7일  | 7기 22B    |
| 1133 | "퉁퉁이를 조련하라"       | 1991년 6월 21일 | 7기 23A    |
| 1134 | "가정교사 노진구?!"       | 1991년 6월 28일 | 7기 23B    |
| 1135 | "자연관찰 조립모형"       | 1991년 7월 5일  | 7기 24A    |
| 1136 | "연기튜브"                | 1991년 7월 12일 | 7기 24B    |
| 1137 | "대신 텔레비전"           | 1991년 7월 19일 | 7기 25A    |
| 1138 | "곤충을 부르는 보드"      | 1991년 7월 26일 | 7기 25B    |
| 1139 | "실물가위"                | 1991년 8월 2일  | 7기 26A    |
| 1140 | "시간압축 총"             | 1991년 8월 9일  | 7기 26B    |

### 8기 (2009년)
1987년 방영된 에피소드들로 구성되어 있다.
| #   | 제목                          | 본방송일자       | 한국어판 # |
| --- | ----------------------------- | ---------------- | ---------- |
| 907 | "날짜 변경 분필"              | 1987년 3월 13일  | 8기 1A     |
| 684 | "신종도감"                    | 1982년 10월 29일 | 8기 1B     |
| 908 | "할머니와 인형"               | 1987년 3월 20일  | 8기 2A     |
| 763 | "비를 몰고 다니는 남자"       | 1984년 5월 11일  | 8기 2B     |
| 909 | "한밤중에 꽃놀이"             | 1987년 3월 27일  | 8기 3A     |
| 672 | "물로 만들어보아요!"          | 1982년 7월 23일  | 8기 3B     |
| 911 | "홀로그램기"                  | 1987년 4월 10일  | 8기 4A     |
| 912 | "나무꾼의 연못"               | 1987년 4월 17일  | 8기 4B     |
| 913 | "식물을 걷게 하는 액체"       | 1987년 4월 24일  | 8기 5A     |
| 914 | "복사 꼬꼬"                   | 1987년 5월 1일   | 8기 5B     |
| 915 | "폭파 지하실과 늘어나는 거울" | 1987년 5월 8일   | 8기 6A     |
| 916 | "우산없이"                    | 1987년 5월 15일  | 8기 6B     |
| 917 | "오공 분신도구"               | 1987년 5월 22일  | 8기 7A     |
| 918 | "프로그래밍 점"               | 1987년 5월 29일  | 8기 7B     |
| 919 | "저주물약"                    | 1987년 6월 5일   | 8기 8A     |
| 920 | "디오라마 북"                 | 1987년 6월 12일  | 8기 8B     |
| 921 | "교통 표시 스티커"            | 1987년 6월 19일  | 8기 9A     |
| 922 | "추적화살표"                  | 1987년 6월 26일  | 8기 9B     |
| 923 | "소원을 이루는 칠석 로켓"     | 1987년 7월 3일   | 8기 10A    |
| 924 | "고장밴드 수리밴드"           | 1987년 7월 10일  | 8기 10B    |
| 925 | "과장카메라"                  | 1987년 7월 17일  | 8기 11A    |
| 926 | "담력시험 안경"               | 1987년 7월 24일  | 8기 11B    |
| 927 | "내용물 흡수기"               | 1987년 7월 31일  | 8기 12A    |
| 928 | "스릴 티켓"                   | 1987년 8월 7일   | 8기 12B    |
| 930 | "블랙홀 펜"                   | 1987년 8월 21일  | 8기 13A    |
| 931 | "무게 흡수총"                 | 1987년 8월 28일  | 8기 13B    |
| 932 | "유령 타이머"                 | 1987년 9월 4일   | 8기 14A    |
| 933 | "퉁퉁이 폭발하다"             | 1987년 9월 11일  | 8기 14B    |
| 934 | "교통규제타이머"              | 1987년 9월 18일  | 8기 15A    |
| 935 | "집안에서 미로놀이를!"        | 1987년 9월 25일  | 8기 15B    |
| 936 | "자동전당 포기"               | 1987년 10월 2일  | 8기 16A    |
| 938 | "둥아, 울지마!"               | 1987년 10월 23일 | 8기 16B    |
| 939 | "마음에 불어넣는 마이크"      | 1987년 10월 23일 | 8기 17A    |
| 940 | "그 시절로 돌아가고 싶어"     | 1987년 10월 30일 | 8기 17B    |
| 941 | "척착 정"                     | 1987년 10월 30일 | 8기 18A    |
| 942 | "아빠와 할아버지"             | 1987년 11월 6일  | 8기 18B    |
| 943 | "그림자 밟기 기름"            | 1987년 11월 6일  | 8기 19A    |
| 944 | "절친 배기"                   | 1987년 11월 13일 | 8기 19B    |
| 945 | "반만 외출 구름"              | 1987년 11월 13일 | 8기 20A    |
| 946 | "인간 리모컨"                 | 1987년 11월 20일 | 8기 20B    |
| 947 | "여행 창 세트"                | 1987년 11월 20일 | 8기 21A    |
| 948 | "자면서 케이스"               | 1987년 11월 27일 | 8기 21B    |
| 949 | "뭉게뭉게 맨"                 | 1987년 11월 27일 | 8기 22A    |
| 950 | "투명 보디가드"               | 1987년 12월 4일  | 8기 22B    |
| 951 | "변신로봇"                    | 1987년 12월 4일  | 8기 23A    |
| 952 | "완전수정기"                  | 1987년 12월 11일 | 8기 23B    |
| 953 | "내 마음대로 쌍둥이 풍선"     | 1987년 12월 11일 | 8기 24A    |
| 954 | "타는 구두"                   | 1987년 12월 18일 | 8기 24B    |
| 955 | "명령 총"                     | 1987년 12월 18일 | 8기 25A    |
| 956 | "타임워프 릴"                 | 1987년 12월 25일 | 8기 25B    |
| 957 | "무생물 지휘봉"               | 1987년 12월 25일 | 8기 26A    |
| 958 | "보물찾기 두루마기"           | 1988년 1월 8일   | 8기 26B    |

### 9기 (2010년)
A파트: 1986년 b파트: 1983년
| #    | 제목                           | 본방송일자       | 한국어판 # |
| ---- | ------------------------------ | ---------------- | ---------- |
| 853  | "무적 대포"                    | 1986년 2월 14일  | 9기 1A     |
| 708  | "만화가 퉁순이"                | 1983년 4월 22일  | 9기 1B     |
| 854  | "속 마음 헬멧"                 | 1986년 2월 21일  | 9기 2A     |
| 709  | "이슬이의 목걸이"              | 1983년 4월 29일  | 9기 2B     |
| 855  | "경찰견 코"                    | 1986년 2월 28일  | 9기 3A     |
| 711  | "그만둬 로봇"                  | 1983년 5월 13일  | 9기 3B     |
| 856  | "비행접시 조종 훈련기"         | 1986년 3월 7일   | 9기 4A     |
| 713  | "비밀을 지켜라"                | 1983년 5월 27일  | 9기 4B     |
| 857  | "공간 교환기"                  | 1986년 3월 14일  | 9기 5A     |
| 703  | "이슬이가 가장 좋아하는 것은?" | 1983년 3월 18일  | 9기 5B     |
| 858  | "감정 에너지 저장통"           | 1986년 3월 21일  | 9기 6A     |
| 714  | "우주구명보트"                 | 1983년 6월 3일   | 9기 6B     |
| 859  | "타임장갑과 안경"              | 1986년 3월 28일  | 9기 7A     |
| 716  | "원하는 사람 탐지기"           | 1983년 6월 24일  | 9기 7B     |
| 861  | "나중에 진짜가 되는 스피커"    | 1986년 4월 11일  | 9기 8A     |
| 718  | "변신 드링크"                  | 1983년 7월 8일   | 9기 8B     |
| 862  | "사차원 쓰레기 통"             | 1986년 4월 18일  | 9기 9A     |
| 717  | "펜슬 미사일"                  | 1983년 7월 1일   | 9기 9B     |
| 863  | "귀버섯과 입술꽃"              | 1986년 4월 25일  | 9기 10A    |
| 719  | "실뜨기 전수자"                | 1983년 7월 15일  | 9기 10B    |
| 864  | "무인 드링크"                  | 1986년 5월 2일   | 9기 11A    |
| 720  | "진구를 가져가세요"            | 1983년 7월 22일  | 9기 11B    |
| 865  | "공부를 하자"                  | 1986년 5월 9일   | 9기 12A    |
| 728  | "하늘을 나는 옷"               | 1983년 9월 9일   | 9기 12B    |
| 866  | "비밀통로 볼펜"                | 1986년 5월 16일  | 9기 13A    |
| 721  | "10원으로 뭐든지 가게"         | 1983년 7월 29일  | 9기 13B    |
| 867  | "역중력 벨트"                  | 1986년 5월 23일  | 9기 14A    |
| 712  | "싫은 일 퓨즈"                 | 1983년 5월 20일  | 9기 14B    |
| 868  | "지구세트"                     | 1986년 5월 30일  | 9기 15A    |
| 725  | "사랑을 키우는 집"             | 1983년 8월 19일  | 9기 15B    |
| 869  | "별을 따봐요"                  | 1986년 6월 6일   | 9기 16A    |
| 727  | "영혼 막대기"                  | 1983년 9월 2일   | 9기 16B    |
| 870  | "잠깐 보관 카드"               | 1986년 6월 13일  | 9기 17A    |
| 722  | "물체전송 어댑터"              | 1983년 8월 5일   | 9기 17B    |
| 871  | "요정이 없는 마법램프"         | 1986년 6월 20일  | 9기 18A    |
| 726  | "행복 보험기"                  | 1983년 8월 26일  | 9기 18B    |
| 872  | "사차원 통행 마크"             | 1986년 6월 27일  | 9기 19A    |
| 715  | "원한 사탕"                    | 1983년 6월 17일  | 9기 19B    |
| 873  | "경치 커터"                    | 1986년 7월 4일   | 9기 20A    |
| 731  | "전서 비행기"                  | 1983년 9월 30일  | 9기 20B    |
| 874  | "구상화경"                     | 1986년 7월 11일  | 9기 21A    |
| 1383 | "유빙이 왔다!"                 | 1996년 1월 19일  | 9기 21B    |
| 875  | "진짜처럼 보이는 낙서 펜"      | 1986년 7월 18일  | 9기 22A    |
| 736  | "월희야, 행복해야 돼"          | 1983년 11월 4일  | 9기 22B    |
| 876  | "옮김 봉"                      | 1986년 7월 25일  | 9기 23A    |
| 735  | "허풍쟁이 낚시 바늘"           | 1983년 10월 28일 | 9기 23B    |
| 878  | "입장바꿔 총!"                 | 1986년 8월 8일   | 9기 24A    |
| 739  | "허비한 시간을 되돌리는 펌프"  | 1983년 11월 25일 | 9기 24B    |
| 880  | "동화나라 입장권"              | 1986년 8월 22일  | 9기 25A    |
| 737  | "대절 칩"                      | 1983년 11월 11일 | 9기 25B    |
| 877  | "나리의 비밀"                  | 1986년 8월 1일   | 9기 26A    |
| 738  | "책 양념"                      | 1983년 11월 18일 | 9기 26B    |
| 882  | "꿈 감독 의자"                 | 1986년 9월 5일   | 9기 27A    |
| 740  | "결심 콘크리트"                | 1983년 12월 2일  | 9기 27B    |

### 10기 (2010년)
| #   | 제목                           | 본방송일자       | 한국어판 # |
| --- | ------------------------------ | ---------------- | ---------- |
| 883 | "풍선편지 조종기"              | 1986년 9월 12일  | 10기 1A    |
| 742 | "터치 장갑"                    | 1983년 12월 16일 | 10기 1B    |
| 884 | "광섬유 덩굴"                  | 1986년 9월 19일  | 10기 2A    |
| 741 | "동물변신 은혜갚는 약"         | 1983년 12월 9일  | 10기 2B    |
| 885 | "비눗방울 헬맷"                | 1986년 9월 26일  | 10기 3A    |
| 744 | "나중에 만드는 앨범"           | 1983년 12월 30일 | 10기 3B    |
| 886 | "마음대로 포토 프린터"         | 1986년 10월 3일  | 10기 4A    |
| 746 | "미리 보는 렌즈"               | 1984년 1월 13일  | 10기 4B    |
| 887 | "핸디캡"                       | 1986년 10월 10일 | 10기 5A    |
| 745 | "태엽잠지함"                   | 1984년 1월 6일   | 10기 5B    |
| 888 | "택배 모자"                    | 1986년 10월 17일 | 10기 6A    |
| 747 | "악마의 괴롭힘"                | 1984년 1월 20일  | 10기 6B    |
| 889 | "복수전표"                     | 1986년 10월 24일 | 10기 7A    |
| 750 | "불쌍한 메달"                  | 1984년 2월 10일  | 10기 7B    |
| 890 | "텔레텔레 폰"                  | 1986년 10월 31일 | 10기 8A    |
| 749 | "영혼을 불어넣는 총"           | 1984년 2월 3일   | 10기 8B    |
| 891 | "실용 미니카 세트"             | 1986년 11월 7일  | 10기 9A    |
| 752 | "알딸딸 캡"                    | 1984년 2월 24일  | 10기 9B    |
| 892 | "리프트 지팡이"                | 1986년 11월 21일 | 10기 10A   |
| 753 | "운동신경 조종기"              | 1984년 3월 2일   | 10기 10B   |
| 893 | "혜성 사냥꾼"                  | 1986년 11월 28일 | 10기 11A   |
| 748 | "물건 사주는 기계"             | 1984년 1월 27일  | 10기 11B   |
| 894 | "편 들어주는 반지"             | 1986년 12월 5일  | 10기 12A   |
| 759 | "메모리 디스크"                | 1984년 4월 13일  | 10기 12B   |
| 895 | "업그레이드 액체"              | 1986년 12월 12일 | 10기 13A   |
| 751 | "모세 지팡이"                  | 1984년 2월 17일  | 10기 13B   |
| 896 | "누더기 호텔을 살려라"         | 1986년 12월 19일 | 10기 14A   |
| 754 | "시차시계"                     | 1984년 3월 9일   | 10기 14B   |
| 897 | "부피 빼기 바늘"               | 1986년 12월 26일 | 10기 15A   |
| 756 | "엿보기 구멍 판"               | 1984년 3월 23일  | 10기 15B   |
| 898 | "더빙 실 전화기"               | 1987년 1월 9일   | 10기 16A   |
| 755 | "늘어나는 은행"                | 1984년 3월 16일  | 10기 16B   |
| 899 | "공중신발"                     | 1987년 1월 16일  | 10기 17A   |
| 761 | "퉁퉁이의 팬레터"              | 1984년 4월 27일  | 10기 17B   |
| 900 | "꿈 완결 칩"                   | 1987년 1월 23일  | 10기 18A   |
| 760 | "구경꾼 안테나"                | 1984년 4월 20일  | 10기 18B   |
| 901 | "몬스터 볼"                    | 1987년 1월 30일  | 10기 19A   |
| 757 | "천국을 만들자"                | 1984년 3월 30일  | 10기 19B   |
| 902 | "반대라 세계 거울"             | 1987년 2월 6일   | 10기 20A   |
| 762 | "초공간에 숨겨라"              | 1984년 5월 4일   | 10기 20B   |
| 903 | "노진구의 비밀기지"            | 1987년 2월 13일  | 10기 21A   |
| 730 | "십계석판"                     | 1983년 9월 23일  | 10기 21B   |
| 904 | "애완 청소기"                  | 1987년 2월 20일  | 10기 22A   |
| 743 | "누구나 어디서나 롤러스케이트" | 1983년 12월 23일 | 10기 22B   |
| 905 | "나이 연못 로프"               | 1987년 2월 27일  | 10기 23A   |
| 732 | "증기기관차 연통"              | 1983년 10월 7일  | 10기 23B   |
| 906 | "빨간 구두의 추억"             | 1987년 3월 6일   | 10기 24A   |
| 733 | "능력 카세트"                  | 1983년 10월 14일 | 10기 24B   |

### 11기 (2011년)
가장 최근에 방영된 시즌 2003~2005년도 에피소드로 구성되어 있다.
| #    | 제목                                    | 본방송일자       | 한국어판 # |
| ---- | --------------------------------------- | ---------------- | ---------- |
| 1723 | "휴대용 가족"                           | 2003년 8월 15일  | 11기 1A    |
| 1724 | "기억을 꺼내는 비디오"                  | 2003년 8월 22일  | 11기 1B    |
| 1726 | "구름 낚싯대"                           | 2003년 9월 5일   | 11기 2A    |
| 1727 | "그림자 무사"                           | 2003년 9월 12일  | 11기 2B    |
| 1728 | "흡수하는 종이"                         | 2003년 9월 19일  | 11기 3A    |
| 1730 | "유령 빨대"                             | 2003년 10월 10일 | 11기 3B    |
| 1731 | "따라하는 인형"                         | 2003년 10월 17일 | 11기 4A    |
| 1732 | "끌어당기는 자석"                       | 2003년 10월 24일 | 11기 4B    |
| 1733 | "도라미는 참견쟁이?!"                   | 2003년 10월 31일 | 11기 5A    |
| 1734 | "위험을 알려주는 지팡이"                | 2003년 11월 7일  | 11기 5B    |
| 1735 | "공약 파스"                             | 2003년 11월 14일 | 11기 6A    |
| 1736 | "휴대용 피라미드"                       | 2003년 11월 21일 | 11기 6B    |
| 1737 | "마음 스티커"                           | 2003년 11월 28일 | 11기 7A    |
| 1738 | "화해시켜 종"                           | 2003년 12월 5일  | 11기 7B    |
| 1739 | "진구의 꾀병"                           | 2003년 12월 12일 | 11기 8A    |
| 1740 | "미끌어지는 학"                         | 2004년 1월 9일   | 11기 8B    |
| 1741 | "진공 코끼리"                           | 2004년 1월 16일  | 11기 9A    |
| 1742 | "체험 텔레비전"                         | 2004년 1월 23일  | 11기 9B    |
| 1743 | "개미와 배짱이 배지"                    | 2004년 1월 30일  | 11기 10A   |
| 1744 | "미니도라와 온천에그"                   | 2004년 2월 6일   | 11기 10B   |
| 1745 | "룸 카탈로그"                           | 2004년 2월 13일  | 11기 11A   |
| 1746 | "실트릭스"                              | 2004년 2월 27일  | 11기 11B   |
| 1747 | "만담 돌"                               | 2004년 3월 12일  | 11기 12A   |
| 1748 | "규칙 순찰대"                           | 2004년 3월 19일  | 11기 12B   |
| 1749 | "펫 호루라기"                           | 2004년 3월 26일  | 11기 13A   |
| 1752 | "칠색 변신 구슬"                        | 2004년 4월 23일  | 11기 13B   |
| 1751 | "쇼트 커터"                             | 2004년 4월 16일  | 11기 14A   |
| 1753 | "명품 고구마"                           | 2004년 4월 30일  | 11기 14B   |
| 1754 | "결심 머리띠"                           | 2004년 5월 7일   | 11기 15A   |
| 1755 | "행운의 색깔 봉"                        | 2004년 5월 14일  | 11기 15B   |
| 1756 | "해신 포세이돈"                         | 2004년 5월 21일  | 11기 16A   |
| 1758 | "스캔돈"                                | 2004년 6월 4일   | 11기 16B   |
| 1757 | "보너스"                                | 2004년 5월 28일  | 11기 17A   |
| 1759 | "의기소침 방울"                         | 2004년 6월 11일  | 11기 17B   |
| 1760 | "이미지 내비 세트"                      | 2004년 6월 18일  | 11기 18A   |
| 1761 | "치과는 싫어!"                          | 2004년 6월 25일  | 11기 18B   |
| 1762 | "씻어주는 구름"                         | 2004년 7월 2일   | 11기 19A   |
| 1763 | "거북요괴를 만나다"                     | 2004년 7월 16일  | 11기 19B   |
| 1764 | "매머드 관광"                           | 2004년 7월 23일  | 11기 20A   |
| 1765 | "명탐정 노진구"                         | 2004년 8월 6일   | 11기 20B   |
| 1766 | "노진구, 집을 나가다"                   | 2004년 8월 13일  | 11기 21A   |
| 1767 | "용기백배 부채"                         | 2004년 8월 27일  | 11기 21B   |
| 1768 | "곤충변신슈트"                          | 2004년 9월 3일   | 11기 22A   |
| 1769 | "먼저 빌려주는 캡슐"                    | 2004년 9월 10일  | 11기 22B   |
| 1770 | "이슬이가 두 사람?!"                    | 2004년 9월 17일  | 11기 23A   |
| 1771 | "무사가 되고싶어"                       | 2004년 9월 24일  | 11기 23B   |
| 1773 | "음식이 나오는 식탁보로 맛있는 음식을!" | 2004년 11월 26일 | 11기 24A   |
| 1774 | "투시 스티커"                           | 2004년 12월 3일  | 11기 24B   |
| 1775 | "미니도라와 함께 특종을!"               | 2004년 12월 10일 | 11기 25A   |
| 1776 | "진구와 진우"                           | 2004년 12월 17일 | 11기 25B   |
| 1778 | "선생님 최악의 날"                      | 2005년 1월 7일   | 11기 26A   |
| 1779 | "전설의 금화를 찾아라"                  | 2005년 1월 14일  | 11기 26B   |
| 1780 | "진구의 러브레터"                       | 2005년 1월 21일  | 11기 27A   |
| 1781 | "13년 전의 프러포즈"                    | 2005년 1월 28일  | 11기 27B   |
| 1782 | "화려해지는 라이트"                     | 2005년 2월 4일   | 11기 28A   |
| 1783 | "진구가 만든 우주선으로 우주에!"        | 2005년 2월 18일  | 11기 28B   |
| 1784 | "도라에몽은 비실이의 것?!"              | 2005년 2월 25일  | 11기 29A   |
| 1785 | "이슬이는 마법사"                       | 2005년 3월 4일   | 11기 29B   |

### 12기 (2011년)
가장 먼저 방영된 시즌. 1979년도 에피소드로 구성되어 있다.
| #   | 제목                         | 본방송일자      | 한국어판 # |
| --- | ---------------------------- | --------------- | ---------- |
| 1   | "꿈의 도시, 진구랜드"        | 1979년 4월 2일  | 12기 1A    |
| 2   | "변신 비스킷"                | 1979년 4월 3일  | 12기 1B    |
| 3   | "시험에는 암기빵"            | 1979년 4월 4일  | 12기 1C    |
| 4   | "NS 배지"                    | 1979년 4월 5일  | 12기 2A    |
| 5   | "넘어지게 해결사"            | 1979년 4월 6일  | 12기 2B    |
| 6   | "진구의 신부"                | 1979년 4월 7일  | 12기 2C    |
| 7   | "도라에몽의 대예언"          | 1979년 4월 9일  | 12기 3A    |
| 8   | "공룡사냥"                   | 1979년 4월 10일 | 12기 3B    |
| 9   | "악마의 패스포트"            | 1979년 4월 11일 | 12기 3C    |
| 10  | "럭키 총"                    | 1979년 4월 12일 | 12기 4A    |
| 11  | "저주 카메라"                | 1979년 4월 13일 | 12기 4B    |
| 12  | "늑대 가족"                  | 1979년 4월 14일 | 12기 4C    |
| 13  | "지하철을 만들자"            | 1979년 4월 16일 | 12기 5A    |
| 14  | "정의의 기사, 셀프 가면"     | 1979년 4월 17일 | 12기 5B    |
| 15  | "일생에 한번은 백점을!"      | 1979년 4월 18일 | 12기 5C    |
| 16  | "엄마를 바꿔보자"            | 1979년 4월 19일 | 12기 6A    |
| 17  | "타임보자기"                 | 1979년 4월 20일 | 12기 6B    |
| 18  | "보물을 찾아라"              | 1979년 4월 21일 | 12기 6C    |
| 19  | "미니비행기를 타자"          | 1979년 4월 23일 | 12기 7A    |
| 20  | "진구의 독립"                | 1979년 4월 24일 | 12기 7B    |
| 21  | "달려라, 대나무말!"          | 1979년 4월 25일 | 12기 7C    |
| 22  | "좋아, 좋아, 너무 좋아"      | 1979년 4월 26일 | 12기 8A    |
| 23  | "맹수조련장갑"               | 1979년 4월 27일 | 12기 8B    |
| 53  | "실물사격"                   | 1979년 6월 1일  | 12기 8C    |
| 25  | "정의의 기사 진구로봇?!"     | 1979년 4월 30일 | 12기 9A    |
| 26  | "약점을 잡아라"              | 1979년 5월 1일  | 12기 9B    |
| 27  | "사탕을 먹고 가수가 되자"    | 1979년 5월 2일  | 12기 9C    |
| 28  | "나의 사랑 냥이"             | 1979년 5월 3일  | 12기 10A   |
| 29  | "진구를 지켜라"              | 1979년 5월 4일  | 12기 10B   |
| 30  | "잉어깃발"                   | 1979년 5월 5일  | 12기 10C   |
| 31  | "골동품 경쟁"                | 1979년 5월 7일  | 12기 11A   |
| 32  | "굽실굽실 메뚜기"            | 1979년 5월 8일  | 12기 11B   |
| 33  | "종이공작 오리기 세트"       | 1979년 5월 9일  | 12기 11C   |
| 34  | "백합같은 소녀"              | 1979년 5월 10일 | 12기 12A   |
| 35  | "거꾸로 피리"                | 1979년 5월 11일 | 12기 12B   |
| 36  | "아빠의 지갑을 찾아라"       | 1979년 5월 12일 | 12기 12C   |
| 37  | "프러포즈 작전"              | 1979년 5월 14일 | 12기 13A   |
| 38  | "예약머신"                   | 1979년 5월 15일 | 12기 13B   |
| 39  | "비실이를 홀려라"            | 1979년 5월 16일 | 12기 13C   |
| 40  | "예정수첩"                   | 1979년 5월 17일 | 12기 14A   |
| 41  | "빨간구두 이야기"            | 1979년 5월 18일 | 12기 14B   |
| 54  | "타임머신으로 범인을 잡아라" | 1979년 6월 1일  | 12기 14C   |
| 43  | "할머니의 추억(전편)"        | 1979년 5월 21일 | 12기 15A   |
| 44  | "할머니의 추억(후편)"        | 1979년 5월 22일 | 12기 15B   |
| 45  | "내 과외선생님은 나?!"       | 1979년 5월 23일 | 12기 15C   |
| 46  | "미지와의 만남기"            | 1979년 5월 24일 | 12기 16A   |
| 47  | "거울 속의 진구"             | 1979년 5월 25일 | 12기 16B   |
| 48  | "입체복사"                   | 1979년 5월 26일 | 12기 16C   |
| 49  | "잠수함을 타고 바다에 가자"  | 1979년 5월 28일 | 12기 17A   |
| 50  | "우정캡슐"                   | 1979년 5월 29일 | 12기 17B   |
| 51  | "오공 링"                    | 1979년 5월 30일 | 12기 17C   |
| 70  | "인공위성을 띄우자"          | 1979년 6월 21일 | 12기 18A   |
| 71  | "인생을 다시 한 번"          | 1979년 6월 22일 | 12기 18B   |
| 82  | "재난 훈련기"                | 1979년 7월 5일  | 12기 18C   |
| 55  | "권총왕은 누구?"             | 1979년 6월 4일  | 12기 19A   |
| 56  | "벌금통"                     | 1979년 6월 5일  | 12기 19B   |
| 57  | "하우스로봇"                 | 1979년 6월 6일  | 12기 19C   |
| 58  | "노진구, 무인도를 가다"      | 1979년 6월 7일  | 12기 20A   |
| 59  | "공기블록제조기"             | 1979년 6월 8일  | 12기 20B   |
| 60  | "계속 스프레이"              | 1979년 6월 9일  | 12기 20C   |
| 61  | "할머니와 오뚝이"            | 1979년 6월 11일 | 12기 21A   |
| 62  | "아버지의 외출"              | 1979년 6월 12일 | 12기 21B   |
| 63  | "목소리 고체화액"            | 1979년 6월 13일 | 12기 21C   |
| 64  | "소원을 빌어봐"              | 1979년 6월 14일 | 12기 22A   |
| 65  | "장난감 전쟁"                | 1979년 6월 15일 | 12기 22B   |
| 66  | "XYZ선 카메라"               | 1979년 6월 16일 | 12기 22C   |
| 67  | "번개에 익숙해지자"          | 1979년 6월 18일 | 12기 23A   |
| 68  | "미래세계에서 온 남자"       | 1979년 6월 19일 | 12기 23B   |
| 69  | "날씨박스"                   | 1979년 6월 20일 | 12기 23C   |
| 106 | "허풍쟁이 조상"              | 1979년 8월 2일  | 12기 24A   |
| 107 | "아저씨의 사랑 고백"         | 1979년 8월 3일  | 12기 24B   |
| 83  | "구름 수영장"                | 1979년 7월 6일  | 12기 24C   |
| 73  | "얼굴을 만들어라"            | 1979년 6월 25일 | 12기 25A   |
| 74  | "그 거짓말 진짜?"            | 1979년 6월 26일 | 12기 25B   |
| 75  | "미래에서 온 친구"           | 1979년 6월 27일 | 12기 25C   |
| 76  | "구름을 갖고 놀자"           | 1979년 6월 28일 | 12기 26A   |
| 77  | "사실 부직포"                | 1979년 6월 29일 | 12기 26B   |
| 78  | "가짜 외계인"                | 1979년 6월 30일 | 12기 26C   |

### 13기 (2012년)
| #   | 제목                            | 본방송일자       | 한국어판 # |
| --- | ------------------------------- | ---------------- | ---------- |
| 79  | "실물 도감"                     | 1979년 7월 2일   | 13기 1A    |
| 80  | "눈높은 카메라"                 | 1979년 7월 3일   | 13기 1B    |
| 81  | "내가 태어난 날"                | 1979년 7월 4일   | 13기 1C    |
| 112 | "원료라이트"                    | 1979년 8월 9일   | 13기 2A    |
| 113 | "지킬하이드"                    | 1979년 8월 10일  | 13기 2B    |
| 130 | "웃으면서 살자"                 | 1979년 8월 30일  | 13기 2C    |
| 85  | "귀신 포"                       | 1979년 7월 9일   | 13기 3A    |
| 86  | "배달 화살로 학교에"            | 1979년 7월 10일  | 13기 3B    |
| 87  | "달팽이하우스는 너무 좋아"      | 1979년 7월 11일  | 13기 3C    |
| 88  | "거울광고"                      | 1979년 7월 12일  | 13기 4A    |
| 89  | "인간제조기"                    | 1979년 7월 13일  | 13기 4B    |
| 90  | "엄마의 반지를 훔쳐라"          | 1979년 7월 14일  | 13기 4C    |
| 91  | "유령성으로 이사를 가자 (전편)" | 1979년 7월 16일  | 13기 5A    |
| 92  | "유령성으로 이사를 가자 (후편)" | 1979년 7월 17일  | 13기 5B    |
| 93  | "물가루"                        | 1979년 7월 18일  | 13기 5C    |
| 94  | "러브러브 우산"                 | 1979년 7월 19일  | 13기 6A    |
| 95  | "가지 않은 여행의 기념사진"     | 1979년 7월 20일  | 13기 6B    |
| 96  | "미래의 물건을 사자!"           | 1979년 7월 21일  | 13기 6C    |
| 97  | "늑대인간이 된 엄마"            | 1979년 7월 23일  | 13기 7A    |
| 98  | "거인이 되고 싶어"              | 1979년 7월 24일  | 13기 7B    |
| 99  | "밤 세계의 왕이 된 진구"        | 1979년 7월 25일  | 13기 7C    |
| 100 | "올마이티패스"                  | 1979년 7월 26일  | 13기 8A    |
| 101 | "& 독재자 스위치"               | 1979년 7월 27일  | 13기 8B    |
| 102 | "그림자 낚시"                   | 1979년 7월 28일  | 13기 8C    |
| 103 | "집에서 우주모험을!"            | 1979년 7월 30일  | 13기 9A    |
| 104 | "떡을 만들어 먹자"              | 1979년 7월 31일  | 13기 9B    |
| 105 | "스피드 시계"                   | 1979년 8월 1일   | 13기 9C    |
| 143 | "인간조종기"                    | 1979년 9월 14일  | 13기 10A   |
| 131 | "달빛과 벌레들의 합창"          | 1979년 8월 31일  | 13기 10B   |
| 145 | "보물찾기 놀이"                 | 1979년 9월 17일  | 13기 10C   |
| 109 | "안녕 화성인 (전편)"            | 1979년 8월 6일   | 13기 11A   |
| 110 | "안녕 화성인 (후편)"            | 1979년 8월 7일   | 13기 11B   |
| 111 | "점을 보자"                     | 1979년 8월 8일   | 13기 11C   |
| 155 | "명검 전광검"                   | 1979년 9월 28일  | 13기 12A   |
| 147 | "깜짝 상자 스틱"                | 1979년 9월 19일  | 13기 12B   |
| 148 | "타임걸레로 범인을 잡자"        | 1979년 9월 20일  | 13기 12C   |
| 115 | "고양이 주식회사"               | 1979년 8월 13일  | 13기 13A   |
| 116 | "걸프렌드 카탈로그?"            | 1979년 8월 14일  | 13기 13B   |
| 117 | "잡을 수 있는 망원경"           | 1979년 8월 15일  | 13기 13C   |
| 118 | "우리 집은 어디?"               | 1979년 8월 16일  | 13기 14A   |
| 119 | "뇌물초 작전"                   | 1979년 8월 17일  | 13기 14B   |
| 120 | "무인도로 가자"                 | 1979년 8월 18일  | 13기 14C   |
| 121 | "사하라 사막에서 공부를?"       | 1979년 8월 20일  | 13기 15A   |
| 122 | "미워할 수 없는 진구"           | 1979년 8월 21일  | 13기 15B   |
| 123 | "거짓말 거울"                   | 1979년 8월 22일  | 13기 15C   |
| 124 | "내 말대로 밧줄"                | 1979년 8월 23일  | 13기 16A   |
| 125 | "외계인의 비밀기지?"            | 1979년 8월 24일  | 13기 16B   |
| 126 | "나쁜 짓을 하자!"               | 1979년 8월 25일  | 13기 16C   |
| 127 | "남자여자를 뿌리면..."          | 1979년 8월 27일  | 13기 17A   |
| 128 | "둥이에게 자유를!"              | 1979년 8월 28일  | 13기 17B   |
| 129 | "생각 나 망치"                  | 1979년 8월 29일  | 13기 17C   |
| 167 | "휴대용 국회"                   | 1979년 10월 12일 | 13기 18A   |
| 168 | "안내천사에게 안내를!"          | 1979년 10월 13일 | 13기 18B   |
| 169 | "추적 배지"                     | 1979년 10월 15일 | 13기 18C   |
| 133 | "우주타잔 (전편)"               | 1979년 9월 3일   | 13기 19A   |
| 134 | "우주타잔 (후편)"               | 1979년 9월 4일   | 13기 19B   |
| 136 | "영혼 타임머신"                 | 1979년 9월 6일   | 13기 19C   |
| 137 | "이슬이의 위속으로!"            | 1979년 9월 7일   | 13기 20A   |
| 138 | "꿈텔레비전으로 꿈을 보자"      | 1979년 9월 8일   | 13기 20B   |
| 139 | "아빠를 진화시켜라"             | 1979년 9월 10일  | 13기 20C   |
| 140 | "보이지 않는 갑옷"              | 1979년 9월 11일  | 13기 21A   |
| 141 | "집에서 온천여행을!"            | 1979년 9월 12일  | 13기 21B   |
| 142 | "만약 퉁퉁이가 슈퍼맨이 된다면" | 1979년 9월 13일  | 13기 21C   |
| 173 | "비실이를 찍어라!"              | 1979년 10월 19일 | 13기 22A   |
| 188 | "대리 껌을 씹으면!"             | 1979년 11월 6일  | 13기 22B   |
| 175 | "나중에 사탕"                   | 1979년 10월 22일 | 13기 22C   |
| 191 | "위기에 처한 라이온 가면"       | 1979년 11월 9일  | 13기 23A   |
| 192 | "페페를 살려라"                 | 1979년 11월 10일 | 13기 23B   |
| 197 | "진구의 진구"                   | 1979년 11월 16일 | 13기 23C   |
| 149 | "사람을 잡아먹는 집"            | 1979년 9월 21일  | 13기 24A   |
| 150 | "쥐와 폭탄"                     | 1979년 9월 22일  | 13기 24B   |
| 151 | "상상 속에서 수영을 배우자!"    | 1979년 9월 24일  | 13기 24C   |
| 152 | "초능력 모자"                   | 1979년 9월 25일  | 13기 25A   |
| 153 | "본대로 영사기"                 | 1979년 9월 26일  | 13기 25B   |
| 154 | "인간 조종기"                   | 1979년 9월 27일  | 13기 25C   |
| 209 | "미리 일기장"                   | 1979년 11월 30일 | 13기 26A   |
| 199 | "홈즈세트로 사건을 해결하라"    | 1979년 11월 19일 | 13기 26B   |
| 211 | "상자 속 스키장"                | 1979년 12월 3일  | 13기 26C   |

### 14기 (2012년)
| #   | 제목                       | 본방송일자       | 한국어판 # |
| --- | -------------------------- | ---------------- | ---------- |
| 158 | "약점만들기"               | 1979년 10월 2일  | 14기 1A    |
| 159 | "태풍의 알"                | 1979년 10월 3일  | 14기 1B    |
| 160 | "안보이는 안약"            | 1979년 10월 4일  | 14기 1C    |
| 161 | "계급배지로 대장이 되자"   | 1979년 10월 5일  | 14기 2A    |
| 162 | "아빠는 어리광쟁이"        | 1979년 10월 6일  | 14기 2B    |
| 163 | "환상을 만드는 샤워"       | 1979년 10월 8일  | 14기 2C    |
| 164 | "돌멩이 모자"              | 1979년 10월 9일  | 14기 3A    |
| 165 | "예감을 현실로"            | 1979년 10월 10일 | 14기 3B    |
| 166 | "말을 타자"                | 1979년 10월 11일 | 14기 3C    |
| 221 | "참깨열쇠"                 | 1979년 12월 14일 | 14기 4A    |
| 203 | "반드시 맞는 손금세트"     | 1979년 11월 23일 | 14기 4B    |
| 223 | "멋진 얼굴로 그리자"       | 1979년 12월 17일 | 14기 4C    |
| 170 | "멋진 아빠가 될 거야"      | 1979년 10월 16일 | 14기 5A    |
| 171 | "알림새"                   | 1979년 10월 17일 | 14기 5B    |
| 172 | "타임머신 자동판매기"      | 1979년 10월 18일 | 14기 5C    |
| 227 | "주인공이 되고 싶어"       | 1979년 12월 21일 | 14기 6A    |
| 233 | "홈미사일을 만들자"        | 1979년 12월 28일 | 14기 6B    |
| 229 | "집에서 운동을 하자"       | 1979년 12월 24일 | 14기 6C    |
| 176 | "꿈속의 할아버지"          | 1979년 10월 23일 | 14기 7A    |
| 177 | "로봇페이퍼"               | 1979년 10월 24일 | 14기 7B    |
| 178 | "검은 띠의 노진구"         | 1979년 10월 25일 | 14기 7C    |
| 179 | "울트라믹서"               | 1979년 10월 26일 | 14기 8A    |
| 180 | "섬을 만들자"              | 1979년 10월 27일 | 14기 8B    |
| 181 | "태풍발생기"               | 1979년 10월 29일 | 14기 8C    |
| 182 | "신종식물제조기"           | 1979년 10월 30일 | 14기 9A    |
| 183 | "돈이 필요 없는 세계"      | 1979년 10월 31일 | 14기 9B    |
| 184 | "거꾸로 촉"                | 1979년 11월 1일  | 14기 9C    |
| 236 | "7시에는 무슨 일이?"       | 1980년 1월 4일   | 14기 10A   |
| 235 | "퉁퉁이 노래는 광음파"     | 1979년 12월 31일 | 14기 10B   |
| 238 | "시간을 내 마음대로"       | 1980년 1월 7일   | 14기 10C   |
| 188 | "나눠먹기 껌"              | 1979년 11월 6일  | 14기 11A   |
| 189 | "노만덕의 보물"            | 1979년 11월 7일  | 14기 11B   |
| 190 | "스케줄을 지켜라"          | 1979년 11월 8일  | 14기 11C   |
| 248 | "주인을 맞춰보자"          | 1980년 1월 18일  | 14기 12A   |
| 244 | "이미지 전등"              | 1980년 1월 4일   | 14기 12B   |
| 250 | "로봇돌이"                 | 1980년 1월 21일  | 14기 12C   |
| 194 | "옛날 옛적 표류기"         | 1979년 11월 13일 | 14기 13A   |
| 195 | "어디로든 대포"            | 1979년 11월 14일 | 14기 13B   |
| 196 | "하늘을 나는 물고기"       | 1979년 11월 15일 | 14기 13C   |
| 271 | "퉁퉁이는 요리사"          | 1980년 2월 14일  | 14기 14A   |
| 261 | "관통 망원경"              | 1980년 2월 2일   | 14기 14B   |
| 273 | "신문사 놀이 세트"         | 1980년 2월 18일  | 14기 14C   |
| 200 | "소인로봇"                 | 1979년 11월 20일 | 14기 15A   |
| 201 | "일척모자"                 | 1979년 11월 21일 | 14기 15B   |
| 202 | "비실이와 퉁퉁이의 패션쇼" | 1979년 11월 22일 | 14기 15C   |
| 206 | "서서 꿈꾸기"              | 1979년 11월 27일 | 14기 16A   |
| 207 | "이사세트"                 | 1979년 11월 28일 | 14기 16B   |
| 208 | "징하고 감동적인 이야기"   | 1979년 11월 29일 | 14기 16C   |
| 212 | "주전자 리코더"            | 1979년 12월 4일  | 14기 17A   |
| 213 | "터치장갑"                 | 1979년 12월 5일  | 14기 17B   |
| 214 | "거꾸로 크림"              | 1979년 12월 6일  | 14기 17C   |
| 215 | "비밀펜"                   | 1979년 12월 7일  | 14기 18A   |
| 216 | "석기시대의 왕의 되자"     | 1979년 12월 8일  | 14기 18B   |
| 217 | "시나리오 라이터"          | 1979년 12월 10일 | 14기 18C   |
| 218 | "인형놀이"                 | 1979년 12월 11일 | 14기 19A   |
| 219 | "괴담은 무서워"            | 1979년 12월 12일 | 14기 19B   |
| 220 | "과자를 키우자"            | 1979년 12월 13일 | 14기 19C   |
| 224 | "우산을 쓰자"              | 1979년 12월 18일 | 14기 20A   |
| 225 | "에이스 캡"                | 1979년 12월 19일 | 14기 20B   |
| 226 | "부록으로 여행을"          | 1979년 12월 20일 | 14기 20C   |
| 230 | "복권을 사자"              | 1979년 12월 25일 | 14기 21A   |
| 231 | "배로배로"                 | 1979년 12월 26일 | 14기 21B   |
| 232 | "손님을 돌려보내는 방법"   | 1979년 12월 27일 | 14기 21C   |
| 239 | "창문의 경치를 바꾸자"     | 1980년 1월 8일   | 14기 22A   |
| 240 | "스키를 타자"              | 1980년 1월 9일   | 14기 22B   |
| 241 | "킹콩이 나타났다"          | 1980년 1월 10일  | 14기 22C   |
| 245 | "공원에서 스키를"          | 1980년 1월 15일  | 14기 23A   |
| 246 | "밤에만 골목대장"          | 1980년 1월 16일  | 14기 23B   |
| 247 | "이동빨판"                 | 1980년 1월 17일  | 14기 23C   |
| 251 | "대역 막대기"              | 1980년 1월 22일  | 14기 24A   |
| 252 | "껍질을 벗어라"            | 1980년 1월 23일  | 14기 24B   |
| 253 | "시간 저금통"              | 1980년 1월 24일  | 14기 24C   |
| 254 | "텔레파쉬"                 | 1980년 1월 25일  | 14기 25A   |
| 255 | "이 그림은 6000만 원"      | 1980년 1월 26일  | 14기 25B   |
| 256 | "설날 놀이는 내가 최고"    | 1980년 1월 28일  | 14기 25C   |
| 257 | "효도 안주"                | 1980년 1월 29일  | 14기 26A   |
| 258 | "감기를 드려요"            | 1980년 1월 30일  | 14기 26B   |
| 259 | "텔레파시 로봇"            | 1980년 1월 31일  | 14기 26C   |

### 스페셜 1기 (2012년)
| #    | 제목                         | 본방송일자       | 한국어판 # |
| ---- | ---------------------------- | ---------------- | ---------- |
| 1173 | "남쪽 섬으로 가자"           | 1992년 4월 3일   | SP1기 1    |
| 1192 | "꿈을 현실로!"               | 1992년 8월 14일  | SP1기 2    |
| 1199 | "반대로 된 세계"             | 1992년 10월 2일  | SP1기 3    |
| 1212 | "지하인 발견!?"              | 1993년 1월 8일   | SP1기 4    |
| 1233 | "개미 왕국"                  | 1993년 4월 2일   | SP1기 5    |
| 1270 | "미래도시가 위험해!"         | 1993년 10월 8일  | SP1기 6    |
| 1282 | "모형화 카메라"              | 1994년 1월 7일   | SP1기 7    |
| 1295 | "진구는 천재?!"              | 1994년 4월 8일   | SP1기 8    |
| 1313 | "동물파워로 서바이벌!"       | 1994년 8월 12일  | SP1기 9    |
| 1320 | "역성장 안경"                | 1994년 9월 30일  | SP1기 10   |
| 1333 | "세뱃돈을 벌자!"             | 1995년 1월 6일   | SP1기 11   |
| 1345 | "진구는 독재자?!"            | 1995년 3월 31일  | SP1기 12   |
| 1363 | "담력시험을 하자!"           | 1995년 8월 11일  | SP1기 13   |
| 1381 | "타임보자기를 잡아라"        | 1996년 1월 5일   | SP1기 14   |
| 1393 | "만우절 거짓말!"             | 1996년 3월 29일  | SP1기 15   |
| 1416 | "3분 컵 여행"                | 1996년 9월 20일  | SP1기 16   |
| 1428 | "산타메일"                   | 1996년 12월 21일 | SP1기 17   |
| 1440 | "장구, 집을 나오다!"         | 1997년 3월 29일  | SP1기 18   |
| 1489 | "공룡시대로 가다!"           | 1998년 4월 3일   | SP1기 19   |
| 1523 | "산타주머니로 크리스마스를!" | 1998년 12월 18일 | SP1기 20   |
| 1533 | "펌프지하실에 마을을 만들자" | 1999년 3월 26일  | SP1기 21   |
| 1559 | "상상동물 사파리 파크"       | 1999년 10월 15일 | SP1기 22   |
| 1577 | "로봇 재판소"                | 2000년 3월 24일  | SP1기 23   |
| 1599 | "퉁퉁이의 여름방학"          | 2000년 10월 13일 | SP1기 24   |
| 1617 | "진구와 민들레"              | 2001년 3월 23일  | SP1기 25   |
| 1639 | "조상이 물려준 가보"         | 2001년 10월 6일  | SP1기 26   |
| 1659 | "수수께끼의 사차원 가방"     | 2002년 3월 30일  | SP1기 27   |
| 1683 | "아빠의 꿈"                  | 2002년 10월 5일  | SP1기 28   |
| 1704 | "진구의 해저대모험"          | 2003년 4월 5일   | SP1기 29   |

### 스페셜 2기 (2013년)
| #    | 제목                         | 본방송일자       | 한국어판 # |
| ---- | ---------------------------- | ---------------- | ---------- |
| SP   | "3배 시계 스티커"            | 1982년 1월 2일   | SP2기 1A   |
| 656  | "복제두뇌로 로봇을 만들자"   | 1982년 4월 2일   | SP2기 1B   |
| SP   | "석기시대에서 집합"          | 1983년 1월 1일   | SP2기 2A   |
| SP   | "삼륜비행기"                 | 1983년 1월 2일   | SP2기 2B   |
| SP   | "몰래 버리는 쓰레기 홀"      | 1983년 3월 30일  | SP2기 3A   |
| SP   | "아기코끼리 코순이"          | 1983년 3월 30일  | SP2기 3B   |
| SP   | "어린이용 행글라이더"        | 1984년 1월 1일   | SP2기 4A   |
| 758  | "나무를 지키자"              | 1984년 4월 6일   | SP2기 4B   |
| SP   | "비실이 동생이 오다"         | 1985년 1월 1일   | SP2기 5A   |
| 828  | "귀신이 나타났다"            | 1985년 8월 16일  | SP2기 5B   |
| SP   | "할머니가 좋아"              | 1986년 1월 3일   | SP2기 6A   |
| 1347 | "기분환풍기"                 | 1995년 4월 14일  | SP2기 6B   |
| SP   | "뒹굴뒹굴 설날세트"          | 1986년 1월 3일   | SP2기 7A   |
| 1387 | "칭찬 라이트"                | 1996년 2월 16일  | SP2기 7B   |
| 776  | "소인족 호이"                | 1984년 8월 10일  | SP2기 8A   |
| 1027 | "무인도는 나만의 섬"         | 1989년 5월 5일   | SP2기 8B   |
| 1007 | "연으로 날기"                | 1989년 1월 6일   | SP2기 9A   |
| 1389 | "미래의 고민"                | 1996년 3월 1일   | SP2기 9B   |
| 1020 | "진구의 풍선뗏목"            | 1989년 4월 7일   | SP2기 10A  |
| 1025 | "방에서 자연을 즐기자"       | 1989년 5월 5일   | SP2기 10B  |
| 1024 | "설산의 선물"                | 1989년 5월 5일   | SP2기 11A  |
| 1049 | "가사용 앞치마"              | 1989년 10월 6일  | SP2기 11B  |
| 1026 | "아파트 놀이나무"            | 1989년 5월 5일   | SP2기 12A  |
| 1041 | "변신링과 카드"              | 1989년 8월 11일  | SP2기 12B  |
| 1060 | "외국인이 되고 싶어"         | 1989년 12월 29일 | SP2기 13A  |
| 1411 | "심부름은 아빠에게"          | 1996년 8월 16일  | SP2기 13B  |
| 1673 | "운동기억복"                 | 2002년 7월 26일  | SP2기 14A  |
| 1694 | "미래에서 온 도라에몽"       | 2002년 12월 31일 | SP2기 14B  |
| SP   | "코남이 이야기"              | 1980년 1월 3일   | SP2기 15   |
| SP   | "네시가 온다"                | 1980년 8월 8일   | SP2기 16   |
| SP   | "지붕 밑 우주전쟁"           | 1981년 1월 1일   | SP2기 17   |
| SP   | "산 속 마을의 괴사건"        | 1981년 4월 1일   | SP2기 18   |
| SP   | "보물을 찾아라"              | 1982년 1월 3일   | SP2기 19   |
| 809  | "늑대가족을 구하라"          | 1985년 4월 5일   | SP2기 20   |
| 827  | "옛날이야기의 진실을 밝혀라" | 1985년 8월 16일  | SP2기 21   |
| 860  | "성의 유령"                  | 1986년 4월 4일   | SP2기 22   |
| 879  | "현대의 장군님"              | 1986년 8월 15일  | SP2기 23   |
| SP   | "킹의 나라"                  | 1987년 1월 2일   | SP2기 24   |
| 910  | "서부시대의 노진구"          | 1987년 4월 3일   | SP2기 25   |
| 929  | "우주로 간 진구맨"           | 1987년 8월 14일  | SP2기 26   |
| 937  | "타임캡슐"                   | 1987년 10월 9일  | SP2기 27   |
| SP   | "열기구로 세계일주"          | 1988년 4월 5일   | SP2기 28   |
| 987  | "보물을 찾아라"              | 1988년 8월 12일  | SP2기 29   |
| 994  | "검사 노진구"                | 1988년 9월 30일  | SP2기 30   |
| 1061 | "드림 플레이어"              | 1990년 1월 5일   | SP2기 31   |
| 1074 | "도라에몽과 건강검진"        | 1990년 4월 6일   | SP2기 32   |
| 1092 | "요트여행을 떠나자"          | 1990년 8월 17일  | SP2기 33   |
| 1099 | "7만 년 전에 집을 짓자"      | 1990년 10월 5일  | SP2기 34   |
| SP   | "영화를 찍자"                | 1991년 1월 4일   | SP2기 35   |
| 1123 | "산에서 살고 싶어"           | 1991년 4월 5일   | SP2기 36   |
| 1141 | "보물섬으로"                 | 1991년 8월 16일  | SP2기 37   |

### 15기 (2013년)
1980년도 에피소드로 구성되어 있다.
| #   | 제목                           | 본방송일자      | 한국어판 # |
| --- | ------------------------------ | --------------- | ---------- |
| 263 | "방 안의 자연을 즐기자"        | 1980년 2월 5일  | 15기 1A    |
| 264 | "동물형 보호알약"              | 1980년 2월 6일  | 15기 1B    |
| 313 | "세금을 걷자"                  | 1980년 4월 4일  | 15기 1C    |
| 265 | "음식은 소중한 것"             | 1980년 2월 7일  | 15기 2A    |
| 266 | "키를 크게 해줘"               | 1980년 2월 8일  | 15기 2B    |
| 267 | "실물입체일광사진기"           | 1980년 2월 9일  | 15기 2C    |
| 268 | "재난을 피하자"                | 1980년 2월 11일 | 15기 3A    |
| 269 | "밤을 팝니다"                  | 1980년 2월 12일 | 15기 3B    |
| 270 | "고마움을 알자"                | 1980년 2월 13일 | 15기 3C    |
| 274 | "판도라상자"                   | 1980년 2월 19일 | 15기 4A    |
| 275 | "무선 시뮬레이터"              | 1980년 2월 20일 | 15기 4B    |
| 276 | "근육 컨트롤러"                | 1980년 2월 21일 | 15기 4C    |
| 277 | "기분측정기"                   | 1980년 2월 22일 | 15기 5A    |
| 260 | "하늘에서 놀자"                | 1980년 2월 1일  | 15기 5B    |
| 279 | "그 그림은 얼마?"              | 1980년 2월 25일 | 15기 5C    |
| 280 | "퀴즈게임 머신"                | 1980년 2월 26일 | 15기 6A    |
| 281 | "지구탈출계획"                 | 1980년 2월 27일 | 15기 6B    |
| 282 | "칭찬을 받고 싶어"             | 1980년 2월 28일 | 15기 6C    |
| 283 | "설산의 로맨스"                | 1980년 2월 29일 | 15기 7A    |
| 284 | "잊어버려라!"                  | 1980년 3월 1일  | 15기 7B    |
| 285 | "고통타이머"                   | 1980년 3월 3일  | 15기 7C    |
| 286 | "아빠를 달리게 하자"           | 1980년 3월 4일  | 15기 8A    |
| 287 | "예절 사탕"                    | 1980년 3월 5일  | 15기 8B    |
| 288 | "실감모자"                     | 1980년 3월 6일  | 15기 8C    |
| 292 | "메가폰으로 최면을 걸어라"     | 1980년 3월 11일 | 15기 9A    |
| 291 | "타임머신"                     | 1980년 3월 10일 | 15기 9B    |
| 294 | "스릴부메랑"                   | 1980년 3월 13일 | 15기 9C    |
| 298 | "암행어사 알약"                | 1980년 3월 18일 | 15기 10A   |
| 299 | "배달전화기"                   | 1980년 3월 19일 | 15기 10B   |
| 300 | "짜증이 날 때에는"             | 1980년 3월 20일 | 15기 10C   |
| 301 | "친절한 진구"                  | 1980년 3월 21일 | 15기 11A   |
| 302 | "옛날이야기 체험"              | 1980년 3월 22일 | 15기 11B   |
| 303 | "공포, 고르곤의 머리"          | 1980년 3월 24일 | 15기 11C   |
| 295 | "교환볏짚"                     | 1980년 3월 14일 | 15기 12A   |
| 305 | "불행의 편지를 보내자"         | 1980년 3월 26일 | 15기 12B   |
| 306 | "천재화가가 되자"              | 1980년 3월 27일 | 15기 12C   |
| 307 | "가상통화어댑터"               | 1980년 3월 28일 | 15기 13A   |
| 308 | "좋아한다냥"                   | 1980년 3월 29일 | 15기 13B   |
| 309 | "선녀가 된 이슬이"             | 1980년 3월 31일 | 15기 13C   |
| 310 | "하늘에서 놀자"                | 1980년 4월 1일  | 15기 14A   |
| 311 | "다목적 부적"                  | 1980년 4월 2일  | 15기 14B   |
| 312 | "통조림캔에서 만화를 그리자"   | 1980년 4월 3일  | 15기 14C   |
| 314 | "폭발후추"                     | 1980년 4월 7일  | 15기 15A   |
| 315 | "영역엑기스"                   | 1980년 4월 8일  | 15기 15B   |
| 316 | "기상시트"                     | 1980년 4월 9일  | 15기 15C   |
| 317 | "매직컨은 뭐지?"               | 1980년 4월 10일 | 15기 16A   |
| 318 | "마술사가 된 진구?"            | 1980년 4월 11일 | 15기 16B   |
| 319 | "구름이 되자"                  | 1980년 4월 14일 | 15기 16C   |
| 297 | "미사일이 쫓아온다"            | 1980년 3월 17일 | 15기 17A   |
| 321 | "믿음을 주는 알약"             | 1980년 4월 16일 | 15기 17B   |
| 322 | "최면안경"                     | 1980년 4월 17일 | 15기 17C   |
| 323 | "행운을 부르는 파랑새"         | 1980년 4월 18일 | 15기 18A   |
| 324 | "마당에서 산을 타자"           | 1980년 4월 21일 | 15기 18B   |
| 289 | "형제스티커"                   | 1980년 3월 7일  | 15기 18C   |
| 331 | "그림자 흡수 프로젝터"         | 1980년 4월 30일 | 15기 19A   |
| 327 | "미니태풍"                     | 1980년 4월 24일 | 15기 19B   |
| 328 | "세균으로 팥빵을 만들자"       | 1980년 4월 25일 | 15기 19C   |
| 332 | "저금하지 않은 돈을 쓰는 방법" | 1980년 5월 1일  | 15기 20A   |
| 333 | "힘차게 먹이"                  | 1980년 5월 2일  | 15기 20B   |
| 334 | "수족관 가스"                  | 1980년 5월 6일  | 15기 20C   |
| 335 | "휴일을 늘리자"                | 1980년 5월 7일  | 15기 21A   |
| 336 | "수험생을 위하여"              | 1980년 5월 8일  | 15기 21B   |
| 337 | "나비가 되고 싶어"             | 1980년 5월 9일  | 15기 21C   |
| 329 | "깜장이를 구하라"              | 1980년 4월 28일 | 15기 22A   |
| 339 | "비밀통로를 만들어라"          | 1980년 5월 13일 | 15기 22B   |
| 340 | "길표시카드"                   | 1980년 5월 14일 | 15기 22C   |
| 341 | "증기기관차를 타자"            | 1980년 5월 15일 | 15기 23A   |
| 342 | "공짜로 보기"                  | 1980년 5월 16일 | 15기 23B   |
| 343 | "인력차단가스"                 | 1980년 5월 19일 | 15기 23C   |
| 347 | "우리만의 집을 만들자"         | 1980년 5월 23일 | 15기 24A   |
| 348 | "돈벌, 돈을 주워 와"           | 1980년 5월 26일 | 15기 24B   |
| 349 | "중력조절기"                   | 1980년 5월 27일 | 15기 24C   |
| 350 | "나는 마술사"                  | 1980년 5월 28일 | 15기 25A   |
| 351 | "배달가방"                     | 1980년 5월 29일 | 15기 25B   |
| 346 | "도라에몽은 줄 수 없어"        | 1980년 5월 22일 | 15기 25C   |
| 353 | "실물시간역전기"               | 1980년 6월 2일  | 15기 26A   |
| 355 | "미워먹물"                     | 1980년 6월 4일  | 15기 26B   |
| 354 | "충격파 피스톨"                | 1980년 6월 3일  | 15기 26C   |

### 16기 (2013년)
1980~1981년도 에피소드로 구성되어 있다.
| #   | 제목                         | 본방송일자      | 한국어판 # |
| --- | ---------------------------- | --------------- | ---------- |
| 358 | "행복한 별나라를 만들자"     | 1980년 6월 9일  | 16기 1A    |
| 356 | "사운드 카메라"              | 1980년 6월 5일  | 16기 1B    |
| 357 | "무선점토"                   | 1980년 6월 6일  | 16기 1C    |
| 359 | "만능텐트로 캠핑을!"         | 1980년 6월 10일 | 16기 2A    |
| 360 | "미래수표"                   | 1980년 6월 11일 | 16기 2B    |
| 361 | "나의 작은 사자"             | 1980년 6월 12일 | 16기 2C    |
| 362 | "만능안경"                   | 1980년 6월 13일 | 16기 3A    |
| 363 | "드라큘라세트"               | 1980년 6월 16일 | 16기 3B    |
| 364 | "염사카메라로 기념사진을!"   | 1980년 6월 17일 | 16기 3C    |
| 365 | "블루 트레인을 타고 떠나자"  | 1980년 6월 18일 | 16기 4A    |
| 366 | "행복의 산책길"              | 1980년 6월 19일 | 16기 4B    |
| 367 | "미래를 바꾸자"              | 1980년 6월 20일 | 16기 4C    |
| 368 | "충신을 만들자"              | 1980년 6월 23일 | 16기 5A    |
| 369 | "시간이여 멈춰라"            | 1980년 6월 24일 | 16기 5B    |
| 563 | "코스결정기"                 | 1981년 5월 20일 | 16기 5C    |
| 371 | "재질변환기"                 | 1980년 6월 26일 | 16기 6A    |
| 372 | "눈 없이 스키를 타자"        | 1980년 6월 27일 | 16기 6B    |
| 373 | "귀신은 겁쟁이"              | 1980년 6월 30일 | 16기 6C    |
| 374 | "만화가가 되자"              | 1980년 7월 1일  | 16기 7A    |
| 375 | "대역펜던트"                 | 1980년 7월 2일  | 16기 7B    |
| 376 | "합체풀"                     | 1980년 7월 3일  | 16기 7C    |
| 377 | "사차원 사이클링"            | 1980년 7월 4일  | 16기 8A    |
| 378 | "자동 인형극"                | 1980년 7월 7일  | 16기 8B    |
| 380 | "올빼미맨"                   | 1980년 7월 9일  | 16기 8C    |
| 381 | "민들레의 용기"              | 1980년 7월 10일 | 16기 9A    |
| 382 | "손발이 7개 눈이 3개"        | 1980년 7월 11일 | 16기 9B    |
| 379 | "귀신의 집"                  | 1980년 7월 8일  | 16기 9C    |
| 383 | "소금쟁이 과자"              | 1980년 7월 14일 | 16기 10A   |
| 384 | "다 같이 주사위 놀이를!"     | 1980년 7월 15일 | 16기 10B   |
| 385 | "인형의 마음"                | 1980년 7월 16일 | 16기 10C   |
| 386 | "인력나사"                   | 1980년 7월 17일 | 16기 11A   |
| 387 | "유행을 만들자"              | 1980년 7월 18일 | 16기 11B   |
| 388 | "굴러링 자동차"              | 1980년 7월 21일 | 16기 11C   |
| 389 | "강철알약"                   | 1980년 7월 22일 | 16기 12A   |
| 390 | "동그라미 자석"              | 1980년 7월 23일 | 16기 12B   |
| 391 | "고통을 반사하는 거울"       | 1980년 7월 24일 | 16기 12C   |
| 392 | "주간 노진구"                | 1980년 7월 25일 | 16기 13A   |
| 393 | "동물을 길들여라"            | 1980년 7월 28일 | 16기 13B   |
| 394 | "행운불행인형"               | 1980년 7월 29일 | 16기 13C   |
| 395 | "동물이 되는 사탕"           | 1980년 7월 30일 | 16기 14A   |
| 396 | "인간막이 나침반"            | 1980년 7월 31일 | 16기 14B   |
| 397 | "식물펜"                     | 1980년 8월 1일  | 16기 14C   |
| 398 | "터치카메라"                 | 1980년 8월 4일  | 16기 15A   |
| 399 | "소원을 비는 불꽃"           | 1980년 8월 5일  | 16기 15B   |
| 400 | "지구제조법"                 | 1980년 8월 6일  | 16기 15C   |
| 401 | "병뚜껑 수집"                | 1980년 8월 7일  | 16기 16A   |
| 345 | "보물을 찾는 고양이"         | 1980년 5월 21일 | 16기 16B   |
| 403 | "오케이 마이크"              | 1980년 8월 11일 | 16기 16C   |
| 564 | "재난예보기"                 | 1981년 5월 25일 | 16기 17A   |
| 405 | "동물어 헤드폰"              | 1980년 8월 13일 | 16기 17B   |
| 406 | "계절 캔"                    | 1980년 8월 14일 | 16기 17C   |
| 573 | "악마의 유혹"                | 1981년 6월 15일 | 16기 18A   |
| 411 | "감정 피스톨"                | 1980년 8월 21일 | 16기 18B   |
| 412 | "분신거울"                   | 1980년 8월 22일 | 16기 18C   |
| 413 | "싸움머신"                   | 1980년 8월 25일 | 16기 19A   |
| 414 | "순간 리턴버튼"              | 1980년 8월 26일 | 16기 19B   |
| 415 | "강력펌프가스"               | 1980년 8월 27일 | 16기 19C   |
| 416 | "퉁퉁이를 혼내주자"          | 1980년 8월 28일 | 16기 20A   |
| 417 | "행복한 인어공주"            | 1980년 8월 29일 | 16기 20B   |
| 418 | "텔레비전 출연"              | 1980년 9월 1일  | 16기 20C   |
| 419 | "정의로프"                   | 1980년 9월 2일  | 16기 21A   |
| 420 | "공룡이 왔다"                | 1980년 9월 3일  | 16기 21B   |
| 421 | "도라에몽은 장난꾸러기"      | 1980년 9월 4일  | 16기 21C   |
| 422 | "돋보기"                     | 1980년 9월 5일  | 16기 22A   |
| 423 | "나뭇잎으로 물건을 사자"     | 1980년 9월 8일  | 16기 22B   |
| 424 | "투명페인트"                 | 1980년 9월 9일  | 16기 22C   |
| 425 | "꿈안경"                     | 1980년 9월 10일 | 16기 23A   |
| 426 | "초콜릿을 먹고 한 마음으로!" | 1980년 9월 11일 | 16기 23B   |
| 427 | "통과하는 후프"              | 1980년 9월 12일 | 16기 23C   |
| 428 | "녹험기"                     | 1980년 9월 15일 | 16기 24A   |
| 578 | "잠을 재우자"                | 1981년 6월 24일 | 16기 24B   |
| 409 | "어른이 된 진구"             | 1980년 8월 19일 | 16기 24C   |
| 431 | "똑같이 총"                  | 1980년 9월 18일 | 16기 25A   |
| 432 | "도라에몽과 도라미의 대결?"  | 1980년 9월 19일 | 16기 25B   |
| 433 | "토라에몽 등장"              | 1980년 9월 22일 | 16기 25C   |
| 434 | "애니메이션을 만들자"        | 1980년 9월 23일 | 16기 26A   |
| 435 | "강아지가 되고 싶어"         | 1980년 9월 24일 | 16기 26B   |
| 436 | "물을 피하는 로프"           | 1980년 9월 25일 | 16기 26C   |

### 17기 (2014년)
| #   | 제목                                  | 본방송일자       | 한국어판 # |
| --- | ------------------------------------- | ---------------- | ---------- |
| 437 | "동물세트"                            | 1980년 9월 26일  | 17기 1A    |
| 438 | "비를 몰고 다니는 진구?"              | 1980년 9월 29일  | 17기 1B    |
| 439 | "울트라 링"                           | 1980년 9월 30일  | 17기 1C    |
| 440 | "신기한 크레용"                       | 1980년 10월 1일  | 17기 2A    |
| 441 | "미니어처 마을을 만들자"              | 1980년 10월 2일  | 17기 2B    |
| 442 | "염록 마이크"                         | 1980년 10월 6일  | 17기 2C    |
| 443 | "위자료를 받자"                       | 1980년 10월 7일  | 17기 3A    |
| 584 | "멤버가 되고 싶어"                    | 1981년 7월 8일   | 17기 3B    |
| 445 | "어디에든 수도꼭지"                   | 1980년 10월 9일  | 17기 3C    |
| 446 | "언덕길 레버"                         | 1980년 10월 13일 | 17기 4A    |
| 447 | "미니하우스로 시원한 여름을!"         | 1980년 10월 14일 | 17기 4B    |
| 449 | "실물 전화"                           | 1980년 10월 16일 | 17기 4C    |
| 452 | "콧김풍선"                            | 1980년 10월 22일 | 17기 5A    |
| 453 | "꿈베개로 꿈을 꾸자"                  | 1980년 10월 23일 | 17기 5B    |
| 454 | "물체순간이동기"                      | 1980년 10월 27일 | 17기 5C    |
| 455 | "투명인간이 되자"                     | 1980년 10월 28일 | 17기 6A    |
| 456 | "도라에몽의 방울소동"                 | 1980년 10월 29일 | 17기 6B    |
| 407 | "자신감 헬멧"                         | 1980년 8월 15일  | 17기 6C    |
| 458 | "서둘러 권총"                         | 1980년 11월 3일  | 17기 7A    |
| 459 | "집의 분위기를 바꿔라"                | 1980년 11월 4일  | 17기 7B    |
| 460 | "나의 수호신!"                        | 1980년 11월 5일  | 17기 7C    |
| 464 | "유빙에서 놀자"                       | 1980년 11월 12일 | 17기 8A    |
| 465 | "마법시계"                            | 1980년 11월 13일 | 17기 8B    |
| 585 | "퉁퉁이, 폭발하다"                    | 1981년 7월 13일  | 17기 8C    |
| 467 | "배꼽가스"                            | 1980년 11월 18일 | 17기 9A    |
| 468 | "인기있는 척 배지"                    | 1980년 11월 19일 | 17기 9B    |
| 469 | "스파이위성"                          | 1980년 11월 20일 | 17기 9C    |
| 470 | "로봇 옷"                             | 1980년 11월 24일 | 17기 10A   |
| 471 | "멜로디 가스"                         | 1980년 11월 25일 | 17기 10B   |
| 472 | "따라하기"                            | 1980년 11월 26일 | 17기 10C   |
| 473 | "도라에몽의 여자친구"                 | 1980년 11월 27일 | 17기 11A   |
| 474 | "미니수족관"                          | 1980년 12월 1일  | 17기 11B   |
| 475 | "누더기 호텔을 구하자"                | 1980년 12월 2일  | 17기 11C   |
| 476 | "테스트 로봇"                         | 1980년 12월 3일  | 17기 12A   |
| 477 | "장군이 나타났다"                     | 1980년 12월 4일  | 17기 12B   |
| 478 | "종이접기 집"                         | 1980년 12월 8일  | 17기 12C   |
| 479 | "그런 기분이 되는 열매"               | 1980년 12월 9일  | 17기 13A   |
| 480 | "경단을 먹여라"                       | 1980년 12월 10일 | 17기 13B   |
| 481 | "나는 초능력자다"                     | 1980년 12월 11일 | 17기 13C   |
| 482 | "우주탐험 주사위놀이"                 | 1980년 12월 15일 | 17기 14A   |
| 483 | "대홍수가 나다"                       | 1980년 12월 16일 | 17기 14B   |
| 484 | "마음을 엿보는 거울"                  | 1980년 12월 17일 | 17기 14C   |
| 485 | "퉁퉁이의 생일"                       | 1980년 12월 18일 | 17기 15A   |
| 487 | "도라에몽과 진구의 크리스마스 (전편)" | 1980년 12월 23일 | 17기 15B   |
| 488 | "도라에몽과 진구의 크리스마스 (후편)" | 1980년 12월 24일 | 17기 15C   |
| 486 | "날짜변경달력"                        | 1980년 12월 22일 | 17기 16A   |
| 489 | "미니산타"                            | 1980년 12월 25일 | 17기 16B   |
| 491 | "꿈이 현실이 되다"                    | 1980년 12월 30일 | 17기 16C   |
| 490 | "눈의 궁전을 만들자"                  | 1980년 12월 29일 | 17기 17A   |
| 492 | "일출세트"                            | 1981년 1월 5일   | 17기 17B   |
| 493 | "벽지하우스에서 신년회를 열자"        | 1981년 1월 6일   | 17기 17C   |
| 494 | "나중에 쓰는 일기"                    | 1981년 1월 7일   | 17기 18A   |
| 495 | "장갑 전화"                           | 1981년 1월 8일   | 17기 18B   |
| 496 | "근두운을 잡아라"                     | 1981년 1월 12일  | 17기 18C   |
| 497 | "타인의 꿈을 보다"                    | 1981년 1월 13일  | 17기 19A   |
| 600 | "엄마는 다이어트 중"                  | 1981년 8월 17일  | 17기 19B   |
| 499 | "새로 온 전학생"                      | 1981년 1월 15일  | 17기 19C   |
| 500 | "룸 수영장"                           | 1981년 1월 19일  | 17기 20A   |
| 501 | "바퀴벌레 인형?"                      | 1981년 1월 20일  | 17기 20B   |
| 502 | "실물 현상기"                         | 1981년 1월 21일  | 17기 20C   |
| 503 | "파이팅 진구"                         | 1981년 1월 22일  | 17기 21A   |
| 504 | "땅속 잠수복"                         | 1981년 1월 26일  | 17기 21B   |
| 505 | "행운 초콜릿"                         | 1981년 1월 27일  | 17기 21C   |
| 506 | "명화 조사기"                         | 1981년 1월 28일  | 17기 22A   |
| 507 | "미래 카메라"                         | 1981년 1월 29일  | 17기 22B   |
| 605 | "펄펄 핫팩"                           | 1981년 8월 26일  | 17기 22C   |
| 508 | "진구의 지하나라 (전편)"              | 1981년 2월 2일   | 17기 23A   |
| 509 | "진구의 지하나라 (후편)"              | 1981년 2월 3일   | 17기 23B   |
| 510 | "배지를 만들자"                       | 1981년 2월 4일   | 17기 23C   |
| 512 | "타임머신이 사라졌다 (전편)"          | 1981년 2월 9일   | 17기 24A   |
| 513 | "타임머신이 사라졌다 (후편)"          | 1981년 2월 10일  | 17기 24B   |
| 514 | "접시를 복원시켜라"                   | 1981년 2월 11일  | 17기 24C   |
| 516 | "원하는 대로 상자"                    | 1981년 2월 16일  | 17기 25A   |
| 517 | "서부시대로 간 진구 (전편)"           | 1981년 2월 17일  | 17기 25B   |
| 518 | "서부시대로 간 진구 (후편)"           | 1981년 2월 18일  | 17기 25C   |
| 515 | "투시 스티커를 붙여라"                | 1981년 2월 12일  | 17기 26A   |
| 519 | "불평등은 싫어!"                      | 1981년 2월 19일  | 17기 26B   |
| 520 | "분신을 만들자"                       | 1981년 2월 23일  | 17기 26C   |

### 18기 (2014년)
1981년도 에피소드로 구성되어 있다.
| #   | 제목                        | 본방송일자       | 한국어판 # |
| --- | --------------------------- | ---------------- | ---------- |
| 521 | "보너스 1024배"             | 1981년 2월 24일  | 18기 1A    |
| 522 | "민들레처럼 날자"           | 1981년 2월 25일  | 18기 1B    |
| 523 | "엄마가 된다면?"            | 1981년 2월 26일  | 18기 1C    |
| 524 | "조난자를 구조하라"         | 1981년 3월 2일   | 18기 2A    |
| 525 | "수족관을 만들자"           | 1981년 3월 3일   | 18기 2B    |
| 526 | "온천로프"                  | 1981년 3월 4일   | 18기 2C    |
| 528 | "딱총 종이"                 | 1981년 3월 9일   | 18기 3A    |
| 529 | "진구와 킹 (전편)"          | 1981년 3월 10일  | 18기 3B    |
| 530 | "진구와 킹 (후편)"          | 1981년 3월 11일  | 18기 3C    |
| 607 | "약 제조기"                 | 1981년 9월 1일   | 18기 4A    |
| 531 | "어른을 꾸짖는 완장"        | 1981년 3월 12일  | 18기 4B    |
| 609 | "소년 경찰 노진구"          | 1981년 9월 7일   | 18기 4C    |
| 611 | "본인 비디오"               | 1981년 9월 9일   | 18기 5A    |
| 534 | "맛집을 찾아서!"            | 1981년 3월 18일  | 18기 5B    |
| 535 | "주인 스티커"               | 1981년 3월 19일  | 18기 5C    |
| 536 | "퉁퉁이 콘서트를 즐겨라!"   | 1981년 3월 23일  | 18기 6A    |
| 537 | "대절 전화"                 | 1981년 3월 24일  | 18기 6B    |
| 538 | "마술 배꼽"                 | 1981년 3월 25일  | 18기 6C    |
| 539 | "슈퍼 라켓"                 | 1981년 3월 26일  | 18기 7A    |
| 540 | "이겨라 카메라"             | 1981년 3월 30일  | 18기 7B    |
| 461 | "얼굴을 돌려줘!"            | 1980년 11월 6일  | 18기 7C    |
| 542 | "좋은 소리를 듣고 싶어"     | 1981년 4월 1일   | 18기 8A    |
| 463 | "소원보기 총"               | 1980년 11월 11일 | 18기 8B    |
| 543 | "깨어있길 잘했어"           | 1981년 4월 6일   | 18기 8C    |
| 544 | "낚시를 하자!"              | 1981년 4월 7일   | 18기 9A    |
| 614 | "커져라 액체"               | 1981년 9월 16일  | 18기 9B    |
| 546 | "우진이와 아빠"             | 1981년 4월 13일  | 18기 9C    |
| 547 | "거대로봇을 만들자! (전편)" | 1981년 4월 14일  | 18기 10A   |
| 548 | "거대로봇을 만들자! (후편)" | 1981년 4월 15일  | 18기 10B   |
| 549 | "신기한 자동차"             | 1981년 4월 20일  | 18기 10C   |
| 554 | "아빠의 꿈"                 | 1981년 4월 29일  | 18기 11A   |
| 551 | "행복을 부르는 콩"          | 1981년 4월 22일  | 18기 11B   |
| 552 | "행운과 불행의 균형"        | 1981년 4월 27일  | 18기 11C   |
| 556 | "진구를 닮은 풍선"          | 1981년 5월 5일   | 18기 12A   |
| 557 | "완성 전파"                 | 1981년 5월 6일   | 18기 12B   |
| 558 | "진구의 블랙홀"             | 1981년 5월 11일  | 18기 12C   |
| 559 | "지진을 일으켜라"           | 1981년 5월 12일  | 18기 13A   |
| 560 | "노진구는 희귀동물?"        | 1981년 5월 13일  | 18기 13B   |
| 555 | "말 잘듣는 로봇이 필요해"   | 1981년 5월 4일   | 18기 13C   |
| 565 | "인간 카메라 셔터"          | 1981년 5월 26일  | 18기 14A   |
| 566 | "펜팔 친구를 만들자"        | 1981년 5월 27일  | 18기 14B   |
| 562 | "산은 내 친구"              | 1981년 5월 19일  | 18기 14C   |
| 571 | "금지 표지판"               | 1981년 6월 9일   | 18기 15A   |
| 569 | "나의 직업은?"              | 1981년 6월 3일   | 18기 15B   |
| 570 | "돈을 만들자"               | 1981년 6월 8일   | 18기 15C   |
| 574 | "만약에 거울이 없다면"      | 1981년 6월 16일  | 18기 16A   |
| 575 | "노진구 왕국 탄생"          | 1981년 6월 17일  | 18기 16B   |
| 577 | "포스터를 만들자"           | 1981년 6월 23일  | 18기 16C   |
| 580 | "조종 훈련기"               | 1981년 6월 30일  | 18기 17A   |
| 581 | "알을 부화시키자"           | 1981년 7월 1일   | 18기 17B   |
| 583 | "사진 속으로!"              | 1981년 7월 7일   | 18기 17C   |
| 589 | "달까지 걸어가자"           | 1981년 7월 21일  | 18기 18A   |
| 590 | "평화 안테나"               | 1981년 7월 22일  | 18기 18B   |
| 591 | "설인의 아르바이트?"        | 1981년 7월 27일  | 18기 18C   |
| 592 | "몸을 만들자"               | 1981년 7월 28일  | 18기 19A   |
| 593 | "요술백화점"                | 1981년 7월 29일  | 18기 19B   |
| 594 | "진구의 기나긴 가출"        | 1981년 8월 3일   | 18기 19C   |
| 595 | "공룡이 나타났다 (전편)"    | 1981년 8월 4일   | 18기 20A   |
| 596 | "공룡이 나타났다 (후편)"    | 1981년 8월 5일   | 18기 20B   |
| 597 | "화재 예방 경보기"          | 1981년 8월 10일  | 18기 20C   |
| 586 | "노진구 백점을 받다!"       | 1981년 7월 14일  | 18기 21A   |
| 579 | "지구를 구하라"             | 1981년 6월 29일  | 18기 21B   |
| 135 | "미니카로 운전연습을!"      | 1979년 9월 5일   | 18기 21C   |
| 604 | "시간문"                    | 1981년 8월 25일  | 18기 22A   |
| 599 | "무겁게 또는 가볍게!"       | 1981년 8월 12일  | 18기 22B   |
| 606 | "확장 펌프"                 | 1981년 8월 31일  | 18기 22C   |
| 610 | "전함을 만들자"             | 1981년 9월 8일   | 18기 23A   |
| 608 | "낮잠을 자고 싶어"          | 1981년 9월 2일   | 18기 23B   |
| 612 | "육면카메라"                | 1981년 9월 14일  | 18기 23C   |
| 613 | "우울한 퉁퉁이"             | 1981년 9월 15일  | 18기 24A   |
| 616 | "만약에 부자가 된다면"      | 1981년 9월 22일  | 18기 24B   |
| 617 | "하숙을 하자"               | 1981년 9월 23일  | 18기 24C   |
| 618 | "도라에몽이 미워!"          | 1981년 10월 2일  | 18기 25A   |
| 622 | "노진구 방송국"             | 1981년 10월 16일 | 18기 25B   |
| 765 | "메아리 산"                 | 1984년 5월 25일  | 18기 26A   |
| 623 | "진구의 결혼식?"            | 1981년 10월 16일 | 18기 26B   |

### 19기 (2015년)
1981, 1984년도 에피소드로 구성되어 있다.
| #   | 제목                           | 본방송일자       | 한국어판 # |
| --- | ------------------------------ | ---------------- | ---------- |
| 766 | "이미지 껌"                    | 1984년 6월 1일   | 19기 1A    |
| 764 | "땅 속에서 상어가?!"           | 1984년 5월 18일  | 19기 1B    |
| 624 | "이슬이는 마법사?!"            | 1981년 10월 23일 | 19기 2A    |
| 767 | "실감나는 디오라마를 만들자"   | 1984년 6월 8일   | 19기 2B    |
| 626 | "내일 신문을 만들자"           | 1981년 10월 30일 | 19기 3A    |
| 768 | "에너지 절약 열기구"           | 1984년 6월 15일  | 19기 3B    |
| 629 | "로켓을 만들어라"              | 1981년 11월 6일  | 19기 4A    |
| 769 | "진구는 하느님?"               | 1984년 6월 22일  | 19기 4B    |
| 630 | "아빠의 월급 소동"             | 1981년 11월 13일 | 19기 5A    |
| 770 | "애완펜"                       | 1984년 6월 29일  | 19기 5B    |
| 631 | "크로스 스위치"                | 1981년 11월 13일 | 19기 6A    |
| 771 | "에스키모 엑기스"              | 1984년 7월 6일   | 19기 6B    |
| 632 | "복화술 로봇"                  | 1981년 11월 20일 | 19기 7A    |
| 772 | "기체가 된 진구"               | 1984년 7월 13일  | 19기 7B    |
| 633 | "진구의 동화여행"              | 1981년 11월 20일 | 19기 8A    |
| 773 | "사차원 주머니 소동"           | 1984년 7월 20일  | 19기 8B    |
| 774 | "진구는 울트라 히어로?"        | 1984년 7월 27일  | 19기 9A    |
| 634 | "나의 친구? 충견로봇"          | 1981년 11월 27일 | 19기 9B    |
| 775 | "마술 손수건"                  | 1984년 8월 3일   | 19기 10A   |
| 620 | "공룡들을 초대하자"            | 1981년 10월 9일  | 19기 10B   |
| 777 | "태풍갑옷"                     | 1984년 8월 17일  | 19기 11A   |
| 621 | "진구와 지하나라"              | 1981년 10월 9일  | 19기 11B   |
| 778 | "창문으로 여행을 하자!"        | 1984년 8월 24일  | 19기 12A   |
| 627 | "옛날이 좋아"                  | 1981년 10월 30일 | 19기 12B   |
| 779 | "시공간 교환기"                | 1984년 8월 31일  | 19기 13A   |
| 619 | "곤충 비행기를 타자"           | 1981년 10월 2일  | 19기 13B   |
| 780 | "인간자석벨트"                 | 1984년 9월 7일   | 19기 14A   |
| 635 | "완결껌"                       | 1981년 11월 27일 | 19기 14B   |
| 781 | "즉석바다를 만들자"            | 1984년 9월 21일  | 19기 15A   |
| 628 | "신 로봇"                      | 1981년 11월 6일  | 19기 15B   |
| 782 | "방은 안전지대"                | 1984년 9월 28일  | 19기 16A   |
| 636 | "세계평화안전배지"             | 1981년 12월 4일  | 19기 16B   |
| 783 | "학교가면등장"                 | 1984년 10월 5일  | 19기 17A   |
| 625 | "노진구 구출탐험대"            | 1981년 10월 23일 | 19기 17B   |
| 784 | "지옥훈련종이"                 | 1984년 10월 12일 | 19기 18A   |
| 637 | "정직하게 살자"                | 1981년 12월 4일  | 19기 18B   |
| 785 | "로봇수호령"                   | 1984년 10월 19일 | 19기 19A   |
| 640 | "버려진 뭉뭉이"                | 1981년 12월 18일 | 19기 19B   |
| 786 | "퉁퉁이 콘서트를 준비하라"     | 1984년 10월 26일 | 19기 20A   |
| 642 | "돌봐주는 로프"                | 1981년 12월 25일 | 19기 20B   |
| 787 | "감각 모니터"                  | 1984년 11월 2일  | 19기 21A   |
| 641 | "위로를 받고 싶어"             | 1981년 12월 18일 | 19기 21B   |
| 788 | "광산을 캐자"                  | 1984년 11월 9일  | 19기 22A   |
| 639 | "노진구제비를 구하라"          | 1981년 12월 11일 | 19기 22B   |
| 789 | "잔소리를 하는 아빠는 노진구?" | 1984년 11월 16일 | 19기 23A   |
| 638 | "감기를 모으자"                | 1981년 12월 11일 | 19기 23B   |
| 790 | "현실비디오 기계"              | 1984년 11월 23일 | 19기 24A   |
| 643 | "진구 극단의 크리스마스"       | 1981년 12월 25일 | 19기 24B   |
| 791 | "강으로 돌아오는 건?!"         | 1984년 11월 30일 | 19기 25A   |
| 647 | "용서를 비는 법"               | 1982년 1월 29일  | 19기 25B   |
| 792 | "깜짝 카메라"                  | 1984년 12월 7일  | 19기 26A   |
| 645 | "상상동물을 만나자"            | 1982년 1월 15일  | 19기 26B   |

### 20기 (2015년)
| #   | 제목                    | 본방송일자       | 한국어판 # |
| --- | ----------------------- | ---------------- | ---------- |
| 793 | "재난을 방지하라"       | 1984년 12월 14일 | 20기 1A    |
| 646 | "공기중계위성"          | 1982년 1월 22일  | 20기 1B    |
| 794 | "헬리의 꼬리"           | 1981년 12월 21일 | 20기 2A    |
| 648 | "반대로 카메라"         | 1982년 2월 5일   | 20기 2B    |
| 795 | "힘을 모아라!"          | 1984년 12월 28일 | 20기 3A    |
| 649 | "풀잎에 띄운 편지"      | 1982년 2월 12일  | 20기 3B    |
| 796 | "지구하차 머신"         | 1985년 1월 4일   | 20기 4A    |
| 644 | "로봇 눈사람"           | 1982년 1월 8일   | 20기 4B    |
| 797 | "아빠의 모험왕?"        | 1985년 1월 11일  | 20기 5A    |
| 650 | "똑딱똑딱 배지"         | 1982년 2월 19일  | 20기 5B    |
| 798 | "장난을 위한 장난감 총" | 1985년 1월 18일  | 20기 6A    |
| 651 | "쇠뜨기를 지켜라"       | 1982년 2월 26일  | 20기 6B    |
| 799 | "인형을 만들자"         | 1985년 1월 25일  | 20기 7A    |
| 653 | "공기 크레용"           | 1982년 3월 12일  | 20기 7B    |
| 800 | "자동반송 꼬리표"       | 1985년 2월 1일   | 20기 8A    |
| 655 | "드라이 라이트"         | 1982년 3월 26일  | 20기 8B    |
| 801 | "친구가 되고 싶어"      | 1985년 2월 8일   | 20기 9A    |
| 654 | "백발백중 엽서"         | 1982년 3월 19일  | 20기 9B    |
| 802 | "드라마틱 가스"         | 1985년 2월 15일  | 20기 10A   |
| 661 | "모든 동물은 구관조?"   | 1982년 4월 30일  | 20기 10B   |
| 803 | "화장지로 하늘을 날자?" | 1985년 2월 22일  | 20기 11A   |
| 660 | "사진을 찍어라!"        | 1982년 4월 16일  | 20기 11B   |
| 804 | "고양이를 키우실래요?"  | 1985년 3월 1일   | 20기 12A   |
| 652 | "3월의 눈"              | 1982년 3월 5일   | 20기 12B   |
| 805 | "도라에몽에게 휴가를!"  | 1985년 3월 8일   | 20기 13A   |
| 663 | "땅 위를 달리는 배"     | 1982년 5월 14일  | 20기 13B   |
| 806 | "깡통을 열어라!"        | 1985년 3월 15일  | 20기 14A   |
| 666 | "진구는 초능력자?"      | 1982년 6월 11일  | 20기 14B   |
| 807 | "자신감을 없애라!"      | 1985년 3월 22일  | 20기 15A   |
| 664 | "이슬이는 엄지공주"     | 1982년 5월 28일  | 20기 15B   |
| 808 | "뭐든지 다 해주는 회사" | 1985년 3월 29일  | 20기 16A   |
| 669 | "대체 스티커"           | 1982년 7월 2일   | 20기 16B   |
| 810 | "타임 구멍"             | 1985년 4월 19일  | 20기 17A   |
| 667 | "게임기를 갖고 싶어"    | 1982년 6월 18일  | 20기 17B   |
| 811 | "도마뱀 액"             | 1985년 4월 26일  | 20기 18A   |
| 668 | "좋은 꿈을 꾸고 싶어"   | 1982년 6월 25일  | 20기 18B   |
| 812 | "억지로 현금카드"       | 1985년 5월 3일   | 20기 19A   |
| 671 | "꿈속의 복수"           | 1982년 7월 16일  | 20기 19B   |
| 813 | "전광석화처럼 달려라"   | 1985년 5월 10일  | 20기 20A   |
| 659 | "잔소리는 싫어!"        | 1982년 4월 9일   | 20기 20B   |
| 814 | "메시지 대포"           | 1985년 5월 17일  | 20기 21A   |
| 662 | "나에게 선물을!"        | 1982년 5월 7일   | 20기 21B   |
| 815 | "점토로봇"              | 1985년 5월 24일  | 20기 22A   |
| 665 | "진구는 낚시왕!"        | 1982년 6월 4일   | 20기 22B   |
| 816 | "진정제 발사 벌집"      | 1985년 5월 31일  | 20기 23A   |
| 670 | "판자로 바다를 만들자!" | 1982년 7월 9일   | 20기 23B   |
| 817 | "퉁퉁이를 피하는 법"    | 1985년 6월 7일   | 20기 24A   |
| 679 | "깃털같은 비행기"       | 1982년 9월 17일  | 20기 24B   |
| 818 | "갈림길의 선택"         | 1985년 6월 14일  | 20기 25A   |
| 675 | "높이 높이 더 높이!"    | 1982년 8월 20일  | 20기 25B   |
| 819 | "공간을 넓혀라"         | 1985년 6월 21일  | 20기 26A   |
| 673 | "행복을 부르는 카드"    | 1982년 7월 30일  | 20기 26B   |

### 21기 (2016년)
| #   | 제목                        | 본방송일자       | 한국어판 # |
| --- | --------------------------- | ---------------- | ---------- |
| 674 | "이사는 간단해"             | 1982년 8월 6일   | 21기 1A    |
| 820 | "진실을 위하여!"            | 1985년 6월 28일  | 21기 1B    |
| 680 | "문패 교환기"               | 1982년 10월 1일  | 21기 2A    |
| 821 | "알에서 피는 사랑?"         | 1985년 7월 5일   | 21기 2B    |
| 687 | "지평선을 만들자"           | 1982년 11월 19일 | 21기 3A    |
| 822 | "분노 에너지 탐지기"        | 1985년 7월 12일  | 21기 3B    |
| 677 | "감동 드링크"               | 1982년 9월 3일   | 21기 4A    |
| 823 | "뭐든지 할인권"             | 1985년 7월 19일  | 21기 4B    |
| 678 | "오랜만이야!"               | 1982년 9월 10일  | 21기 5A    |
| 824 | "실력향상 스프레이"         | 1985년 7월 26일  | 21기 5B    |
| 676 | "잠수함으로 소라를 따자"    | 1982년 8월 27일  | 21기 6A    |
| 825 | "앞으로 뒤로 알밤"          | 1985년 8월 2일   | 21기 6B    |
| 681 | "다음 이야기가 궁금해"      | 1982년 10월 8일  | 21기 7A    |
| 826 | "물체변환총"                | 1985년 8월 9일   | 21기 7B    |
| 682 | "사람기계를 만들자"         | 1982년 10월 15일 | 21기 8A    |
| 829 | "퉁퉁이가 보디가드?"        | 1985년 8월 23일  | 21기 8B    |
| 683 | "도라에몽, 사랑에 빠지다"   | 1982년 10월 22일 | 21기 9A    |
| 830 | "한방에 역전!"              | 1985년 8월 30일  | 21기 9B    |
| 685 | "신출귀몰 수행세트"         | 1982년 11월 5일  | 21기 10A   |
| 831 | "의지를 키우자!"            | 1985년 9월 6일   | 21기 10B   |
| 688 | "퉁퉁이는 공포증?"          | 1982년 11월 26일 | 21기 11A   |
| 832 | "단단하게 만들자"           | 1985년 9월 13일  | 21기 11B   |
| 686 | "부분진화 총"               | 1982년 11월 12일 | 21기 12A   |
| 833 | "퉁퉁이의 마지막 콘서트"    | 1985년 9월 20일  | 21기 12B   |
| 689 | "집에서 스타를 만나자"      | 1982년 12월 3일  | 21기 13A   |
| 834 | "원격조종 입과 눈"          | 1985년 9월 27일  | 21기 13B   |
| 691 | "만약에 박스로 천재가 되자" | 1982년 12월 17일 | 21기 14A   |
| 835 | "모형 정원 시리즈"          | 1985년 10월 4일  | 21기 14B   |
| 690 | "다른 집 아이가 되고 싶어"  | 1982년 12월 10일 | 21기 15A   |
| 836 | "바람아 불어라"             | 1985년 10월 11일 | 21기 15B   |
| 695 | "처음 감동 그대로!"         | 1983년 1월 21일  | 21기 16A   |
| 837 | "이슬이를 지켜라"           | 1985년 10월 18일 | 21기 16B   |
| 693 | "신이 된 진구"              | 1983년 1월 7일   | 21기 17A   |
| 838 | "리포터 로봇"               | 1985년 10월 25일 | 21기 17B   |
| 697 | "하늘을 나는 글자"          | 1983년 2월 4일   | 21기 18A   |
| 839 | "사라지는 별"               | 1985년 11월 1일  | 21기 18B   |
| 696 | "순간고정 카메라"           | 1983년 1월 28일  | 21기 19A   |
| 840 | "생각대로 되어라"           | 1985년 11월 8일  | 21기 19B   |
| 699 | "로봇을 만들어라"           | 1983년 2월 18일  | 21기 20A   |
| 841 | "부탁을 들어줘"             | 1985년 11월 15일 | 21기 20B   |
| 698 | "거울 속으로!"              | 1983년 2월 11일  | 21기 21A   |
| 842 | "바보가 되자?"              | 1985년 11월 22일 | 21기 21B   |
| 694 | "마법사전"                  | 1983년 1월 14일  | 21기 22A   |
| 843 | "구름을 만들자"             | 1985년 11월 29일 | 21기 22B   |
| 701 | "시험은 싫어"               | 1983년 3월 4일   | 21기 23A   |
| 844 | "결심을 하자!"              | 1985년 12월 6일  | 21기 23B   |
| 702 | "위치고정 스프레이"         | 1983년 3월 11일  | 21기 24A   |
| 845 | "0점 탈출 작전"             | 1985년 12월 13일 | 21기 24B   |
| 692 | "하늘을 나는 크리스마스"    | 1982년 12월 24일 | 21기 25A   |
| 846 | "크리스마스 선물 소동"      | 1985년 12월 20일 | 21기 25B   |
| 704 | "퉁퉁이 팬클럽"             | 1983년 3월 25일  | 21기 26A   |
| 847 | "게임 속으로!"              | 1985년 12월 27일 | 21기 26B   |
| 848 | "골동품 소동"               | 1986년 1월 10일  | 21기 27A   |
| 706 | "무적의 딱지치기"           | 1983년 4월 8일   | 21기 27B   |
| 849 | "여자가 되고 싶어"          | 1986년 1월 17일  | 21기 28A   |
| 705 | "우주탐험 놀이"             | 1983년 4월 1일   | 21기 28B   |
| 850 | "어떻게든 벌"               | 1986년 1월 24일  | 21기 29A   |
| 700 | "인간 북커버"               | 1983년 2월 25일  | 21기 29B   |
| 851 | "아빠도 어리광쟁이"         | 1986년 1월 31일  | 21기 30A   |
| 707 | "퉁퉁이의 방송출현"         | 1983년 4월 15일  | 21기 30B   |
| 852 | "창문을 향한 고백"          | 1986년 2월 7일   | 21기 31A   |
| 710 | "안전지대 볼"               | 1983년 5월 6일   | 21기 31B   |